# 静岡放送
静岡放送株式会社（しずおかほうそう、Shizuoka Broadcasting System Co., Ltd.）は、静岡県を放送対象地域とするラテ兼営の特定地上基幹放送事業者である。略称はSBS。
ラジオ（中波放送（AM放送））はJRNとNRNのクロスネット局。テレビはJNNに加盟。テレビのリモコンキーIDは「6」。
系列の静岡新聞とともに「静新SBSグループ」を構成している（ニュース名称は『静岡新聞ニュース』）。

## 概要
- コールサインはJOVR（ラジオ）、JOVR-DTV（テレビ）。かつては浜松中継局にもJOVO（ラジオ）、JOVO-TV（アナログテレビジョン）、三島中継局はJOVEのコールサインが割り当てられていたが、いずれも廃止された。
  - アナログテレビ放送開局初期は、コールサインの「JOVR-TV」から、「VRT」の略称が事例が使用された例がある[3]。
- TBSテレビ系列局（JNN系列）の中では、東北放送（TBC）、RSK山陽放送（RSK）、中国放送（RCC）とならびJNN基幹局（五社連盟）に次ぐ準キー局9社会の1社。
- 山梨県の山日（さんにち）YBSグループ（山梨日日新聞（やまなしにちにちしんぶん）、山梨放送など）とは資本関係にある（山日及びYBSの主要株主）。静岡新聞オーナーの大石家は、山日YBSグループオーナーの野口家と姻戚関係にあるためである。
  - ただし、静岡放送制作のテレビ番組を山梨県内で放送する場合は、系列関係の都合やJNN協定の問題があるため、山梨放送では一切放送されず、全てTBS系列のテレビ山梨が放送している[注 1]。逆の場合も同様である。ラジオ番組は同じ系列であるため、相互放送などを行う場合がある。
  - この様な事情により、山梨放送の東京支社は静岡新聞・静岡放送東京支社ビルに入居している。また、この縁により、2022年（令和4年）6月から山梨放送が単独で運営していた東京支社のラジオスタジオを静岡放送も共同利用化することになり、事実上静岡放送も東京に独自のラジオスタジオを保有することになった[注 2][4]。
- 地上デジタル放送推進CMにアナウンサーを使わなかったため、民放では最後まで地上デジタル放送推進大使がいない放送局だった[注 3]。
- 近年では在静局の中では地元を舞台にした深夜アニメ（およびUHFアニメ）の放送に積極的である。また、ローカル短編アニメ『パンパカパンツ』などテレビアニメの製作にも若干ながら関わっている。

## 本社・支社・総局・支局
全ての支社・総局が静岡新聞社と静岡放送の事業を兼務する。
- 本社：静岡市駿河区登呂三丁目1番1号
  - 支局：蒲原、清水、焼津、藤枝、島田
- 東京支社：東京都中央区銀座八丁目3番7号 静岡新聞・静岡放送東京支社ビル内
- 大阪支社：大阪市北区梅田一丁目8番17号 大阪第一生命ビル8階
- 名古屋支社：名古屋市中区栄四丁目16番8号 栄メンバーズオフィスビル内
- 浜松総局：浜松市中央区旭町11番地の1 プレスタワー内
  - 支局：榛原、掛川、御前崎、袋井、磐田、浜北、天竜、細江、水窪、湖西、豊橋
- 東部総局：沼津市魚町1番地 サンフロント内
  - 支局：下田、伊東、熱海、松崎、大仁、三島、御殿場、富士、富士宮

## 沿革
（R）はラジオ、（TV）はテレビに関する事項

### 1950年代まで
- 1951年（昭和26年）4月20日 - （R）ラジオ局免許申請[5][6]。
- 1952年（昭和27年）
  - 4月14日
    - （R）技術指導を当時のラジオ東京（現:TBSラジオ）の千々輪博エンジニアに委託する[7]。
    - （R）東芝と放送機器の打ち合わせを行う[7]。

  - 9月19日
    - （R）ラジオ放送予備免許交付（コールサインJOVR、周波数1450kc、出力500W）[6][7]。
    - （R）ラジオ東京と番組ネット契約を締結する[7]。

  - 10月1日 - 静岡放送株式会社設立（本社・静岡市紺屋町[注 4]の静岡新聞社内）。呼称を「ラジオ静岡」とする。社長は大石光之助。[7][8]
  - 10月22日 - （R）浜松ラジオ放送局の免許を申請[6][7]。
  - 10月27日 - （R）ラジオの試験電波を発射[7]。
  - 10月31日 - （R）ラジオ本免許交付[6][9]。
  - 11月1日 - （R）ラジオ局開局。全国17番目にラジオ本放送を開始（コールサイン JOVR 局名「ラジオ静岡」周波数1450kc 出力500W 送信所・静岡市石田（現：登呂三丁目本社・演奏所付近））[8][9]。
    - 開局のこの日に、当時の斎藤寿夫静岡県知事による『ラジオ静岡の開局を祝す』を放送[9]。

  - 11月2日 - （R）ラジオ開局を記念して、「放送記念大会」を静岡市公会堂にて行う[9]。
  - 12月31日 -（R）静岡臨済寺より、除夜の鐘を中継[9]。
- 1953年（昭和28年）
  - 3月13日 - 紺屋町スタジオが完成[9]。
  - 3月24日 - （R）ラジオ番組『VR街頭録音』放送開始[注 5][10]。
  - 8月1日 - （R）静岡ラジオ放送局（JOVR）、周波数を1400kcに変更[10]。
  - 8月2～3日 - （R）「全国高等学校野球選手権大会」山静（山梨・静岡）大会の中継を、甲府球場から行う[注 6][10]。
  - 8月16日 - （R）ラジオ東京との全番組ネット契約を廃し、自主編成を実施[10]。
  - 9月12日 - （TV）テレビ局設立免許申請[6][10]。
  - 12月1日 - （R）静岡ラジオ放送局（JOVR）、昼間の送信出力を1kWに増力（夜間は500Wのまま）[10]。
- 1954年（昭和29年）
  - 3月14日 - 第五福竜丸がビキニ環礁より焼津漁港に帰港、自社の報道取材班が現地より報道[11]。
  - 5月15日 - （R）浜松ラジオ放送局に予備免許交付[6][11]。
  - 7月14日 - （R）静岡県民会館開館記念の模様を中継[11]。
  - 7月17日 - （R）「第25回都市対抗山静大会」を甲府球場から、同月1日に開局したばかりのラジオ山梨（現：山梨放送ラジオ）とのネットにより放送[11]。
  - 7月18日 - （R）自社制作のラジオドラマ『郷土偉人伝 その1 金原明善』を放送[11]。
  - 11月8日 - （R）浜松ラジオ放送局に本免許交付[6][11]。
  - 12月1日 - （R）浜松ラジオ放送局開局（JOVO・1220kc）[6][12]。
- 1955年（昭和30年）
  - 1月15日 - （R）静岡・浜松の成人式の模様を2元中継で放送[12]。
  - 12月5日 - （R）三島ラジオ放送局の免許を申請[12]。
- 1956年（昭和31年）
  - 7月8～9日 - （R）第4回参議院議員選挙の開票速報を、8日の21～24時と9日の5時から議席の最終決定時までに渡り放送[13]。
  - 9月7日 - （R）三島ラジオ放送局に予備免許交付[14]。
  - 10月1日
    - （R）静岡ラジオ放送局（JOVR）の出力が、昼夜共に常時1kWとなる[14]。
    - （R）浜松ラジオ放送局（JOVO）の周波数が、1220kcから1060kcへ変更[6][14]。

  - 11月1日 - （TV）浜松テレビ局免許申請[14]。
- 1957年（昭和32年）
  - 3月30日 - （R）三島ラジオ放送局に本免許交付[14]。
  - 3月31日 - （R）三島ラジオ放送局開局（JOVE・1560kc・100W）[15]。
  - 8月10日 - （R）静岡ラジオ放送局送信所（JOVR）、無人化を実施[15]。
  - 10月22日 - （TV）アナログテレビ放送に予備免許交付[15]。
- 1958年（昭和33年）
  - 5月22～23日 - （R）第28回参議院議員選挙の開票速報を、22日の22時25分から翌23日の議席の最終決定時までに渡り放送[16]。
  - 8月29日 - （TV）アナログテレビ放送、試験放送を開始[17]。
  - 9月26日 - （R・TV）台風22号（狩野川台風）上陸、ラジオと試験放送中のテレビ共に、同台風北上に伴い台風情報を速報で放送。翌27日には、被害判明後に三島ラジオ放送局（JOVE）で被害状況を報道[17]。
  - 10月15日 - （TV）アナログテレビ放送に本免許交付[6][16]。
  - 11月1日 - （TV）「ラジオ静岡テレビ」の呼称で、全国13番目にアナログテレビ本放送を開始（コールサイン：JOVR-TV、アナログ：11ch、映像出力：1kW、音声出力：0.5kW）[8][17]。
    - 開局当日、開局記念番組を、静岡市の静岡駿府会館（現：静岡市民文化会館）から中継[16]。
    - テレビ放送開始当初はフリーネットだった。
- 1959年（昭和34年）
  - 3月28日 - （TV）初のVTRによる録画中継番組を放送。
  - 4月1日 - （R）静岡市制70周年記念式典を中継[18]。
  - 4月2日 - （TV）静岡市制70周年祝賀特別番組を中継[18]。
  - 8月1日 - （TV）ニュースネットワークJNN発足と同時に加盟。
  - 8月8日 - （R）熱海ラジオ中継局の免許を申請[18]。
  - 9月14日 - （TV）浜松テレビ放送局に予備免許交付[6][18]。
  - 11月13日 - （TV）富士宮テレビ中継局免許申請[18]。

### 1960年代
- 1960年（昭和35年）
  - 2月21日 - （TV）浜松テレビ放送局に本免許交付、翌22日に開局（JOVO-TV・6ch）[6][18]。
  - 3月1日 - （R・TV）浜松テレビ放送局（JOVO-TV）開局記念特番を、ラジオ・テレビで同時中継[18]。
  - 3月28日 - （R）静岡ラジオ送信所（JOVR）の増力許可を取得、同出力を3kWに増加[19]。
  - 4月12日 - （TV）富士宮テレビ中継局に予備免許交付、同年9月20日に本免許交付、翌21日に開局[19]。
  - 9月3日 - （R）掛川ラジオ中継局免許申請[19]。
  - 11月22日 - 「ラジオ静岡」の呼称を廃止、替わりに「SBS」の略称使用開始[8][19]。
- 1961年（昭和36年）
  - 1月3日 - （TV）熱海テレビ中継局免許申請[19]。
  - 2月28日 - （TV）島田テレビ中継局免許申請[19]。
  - 4月8日 - （TV）月1回の自社制作による30分テレビクイズショー番組『三分間でこの人を・・・・・・』放送開始[19]。
  - 6月11日 - （R）浜松ラジオ局、周波数を静岡ラジオ放送局（JOVR）と同じ1400kc、出力を500Wに変更し、静岡局との精密同一周波数の実用化試験放送を開始。これに伴い、コールサインJOVOは廃止され、替わりに、同実用化試験局のコールサインJO3Hが付与される[20]。
  - 7月28～29日 - （R・TV）「全国高等学校野球選手権大会」静岡県大会の実況中継を、自社で初めてテレビ・ラジオ同時で行う[20]。
  - 10月13日 - （R）掛川ラジオ中継局に予備免許交付、翌11月10日に本免許交付、翌11日に開局[20]。
  - 11月8日 - （TV）静岡新聞創立20周年記念「みんなで歌おう県民の歌」発表をテレビで中継放送[20]。
- 1962年（昭和37年）
  - 1月15日 - （TV）静岡テレビ送信所（JOVR-TV）無人化運用開始[20]。
  - 3月9日 -（R）熱海ラジオ中継局予備免許交付、同年10月22日に本免許交付・開局。静岡ラジオ放送局（JOVR）と同じ1400kcの精密同一周波数放送の実用化試験放送を開始（コールサイン：JO3A）[21]。
  - 3月23日 - （TV）島田テレビ中継局予備免許交付、同年5月11日に本免許交付[21]・同中継局開局。
  - 5月14日 - （TV）御殿場テレビ中継局免許申請[21]。
- 1963年（昭和38年）
  - 2月28日 - （TV）下田テレビ中継局免許申請[21]。
  - 4月30日 - （TV）佐久間テレビ中継局免許申請[21]。
  - 6月12日 - （R）静岡ラジオ送信所（JOVR）の出力を5kWに増加[21]。
  - 8月23日 - （TV）三島テレビ中継局免許申請[21]。
  - 11月21日 - （R・TV）「第30回衆議院議員総選挙」の開票速報を、初のテレビ・ラジオの双方にて行う[22]。
  - 12月4日 - （TV）御殿場テレビ中継局予備免許交付[22]。
  - 12月15日 - （TV）三島、熱海の両テレビ中継局に本免許交付、両局共に同月30日に開局[22]。
- 1964年（昭和39年）
  - 1月15日 - （TV）熱海テレビ中継局開局記念特番『TV成人式 熱海芸能絵巻』を、熱海観光会館より中継[22]。
  - 2月15日 - （TV）御殿場テレビ中継局本免許交付・開局。翌月（3月）3日に、同開局記念番組『丘麓の芸能』を、御殿場南小講堂での録画中継で放送[22]。
  - 5月4日 - （TV）東伊豆、東佐久間、水窪の各テレビ中継局の免許を申請[22]。
  - 5月15日 - （TV）下田、東伊豆の両テレビ中継局に予備免許交付[22]、同年7月14日共に本免許交付、翌15日に開局。同年8月13日に、両局の開局記念番組『民謡伊豆紀行』を、下田小講堂での録画中継で放送[23]。
  - 6月26日 - （TV）東佐久間テレビ中継局に予備免許交付[22]、同年9月29日に本免許交付、翌々日の10月1日に、佐久間テレビ中継局と共に開局[注 7][23]。
  - 9月23日 - （TV）特別番組『郷土を走る新幹線』を放送。静岡駅から中継[23]。
  - 10月23日 - （TV）伊豆長岡、修善寺の両テレビ中継局の免許を申請。翌11月19日共に予備免許交付、更にその翌12月20日共に本免許交付、翌日（21日）共に開局[23]。
  - 12月1日 - （R）ラジオ番組の自動送出化を実施[23]。
- 1965年（昭和40年）
  - 2月6日 - （TV）テレビ番組の自動送出化を実施[8][23]。
  - 3月1日 - （TV）井川テレビ中継局免許申請、同年5月21日に予備免許交付、2か月後の7月24日に本免許交付、翌25日に開局[24]。
  - 5月2日 - （R）ラジオネットワークJRN発足と同時に加盟。翌3日にはNRNにも発足と同時に加盟。
  - 5月13日
    - （TV）テレビ番組『わが母校　わがふるさと』制作開始[25]。。
    - （TV）小型モノクロVTRを導入[25]。

  - 6月1日 - 電波協力会より、難視聴地区解消に寄与したとして表彰を受ける[25]。
  - 6月1日 - （R）浜松ラジオ局、静岡ラジオ局との精密同一周波数放送が実用化実験局から実用局となる。これに伴い、コールサインがJO3HからJOVOに変更[25]。
  - 6月25日 - （TV）水窪テレビ中継局に予備免許交付、7月31日に本免許交付、翌8月1日に開局[24]。
  - 7月5日 - （TV）小山テレビ中継局免許申請、翌8月27日に予備免許交付[25]、同年12月10日に本免許交付、翌々日の12日に開局[26]。
  - 9月16日 - （TV）榛原郡の川根地域のテレビ中継局の免許申請が開始。この日に川根、同月24日に中川根、翌10月7日に中川根徳山及び本川根の各テレビ中継局の免許を申請。4局共に同年10月29日に予備免許交付、同年12月23日に本免許交付、翌24日に開局[26]。
  - 9月24日 - （TV）カラー放送の落成検査に合格、カラー放送正式許可。同本放送免許交付[27]。
  - 9月26日 - （TV）カラー放送を開始。当初カラー放送はネット回線受けのみだった[注 8][28]。
  - 10月22日 - （R）熱海ラジオ中継局、静岡ラジオ局との精密同一周波数放送が実用化実験局から実用局となる[28]。
- 1966年（昭和41年）
  - 4月6日 - （TV）芝川テレビ中継局免許申請[28]、同月30日に予備免許交付[29]、同年7月1日に本免許交付・開局[30]。その6日後の7月7日に、開局記念演芸会を、芝富小講堂から中継[29]。
  - 9月7日 - （TV）自社フィルム送出によるカラー放送を開始[29]。
  - 11月1日
    - （TV）この日に新しい富士市[注 9]が誕生したのを記念して、テレビ特別番組を放送[29]。
    - （TV）カラーフィルム自動現像機を導入[31]。

  - 12月1日 - 電算部を創設[29]。
  - 12月17日 - （TV）玉川テレビ中継局免許申請、翌1967年1月20日に予備免許交付[29]、同年11月29日に本免許交付・開局[32]。
- 1967年（昭和42年）
  - 1月16日 - （R・TV）浜松ラジオ及びテレビ両送信所が共に無人化[29]。
  - 4月17日 - （TV）導入したアンペックス社のハイバンドVTR VR-1200[31]を使った、自社VTR送出によるカラー放送を開始[29]。
  - 4月21日 - （R）ラジオ送信所（静岡本局）が現在地（静岡市駿河区桃園町）に移転[29]。
  - 9月6日 - （TV）南春野、春野の両テレビ中継局免許申請[29]、両局共に、同年11月14日に予備免許交付、翌12月15日本免許交付、翌日16日に開局[32]。
  - 10月 - 東京都中央区に東京支社ビルが竣工、翌11月に完成[8]。
  - 11月1日 - （TV）開局15周年記念特番を、静岡市の静岡駿府会館（現：静岡市民文化会館）から、導入したばかりのカラー中継車を初使用してカラー中継[注 10][33]。
- 1968年（昭和43年）
  - 2月21日 - （TV）「金嬉老事件」が静岡県内で発生、静岡県警本部長がSBSテレビスタジオより、犯人の金嬉老に人質釈放を呼びかける[34]（犯人の金はその3日後の24日に逮捕）。
  - 7月27日 - （TV）小島テレビ中継局免許申請、同年10月27日に予備免許交付[34]、同年12月12日に本免許交付・開局[35]。
  - 10月 - （TV）全日放送開始。
  - 12月12日 - （TV）小笠、菊川の両テレビ中継局免許申請、1週間後の19日に予備免許交付[36]、翌1969年4月24日に本免許交付・開局[37]。
- 1969年（昭和44年）
  - 2月1日 - （TV）東名高速道路の 静岡 - 岡崎 間が開通、開通式をテレビで中継[36]。
  - 5月26日 - （R）東名高速道路全線開通ラジオ特番『東と西からこんにちは』を、TBS、CBC、ABCと共に4社共同制作で放送[36]。
  - 7月10日 - （TV）静岡県下の著名人を紹介するフィルム構成番組『人物登場』放送開始[36]。
  - 10月1日 - （TV）テレビ静岡（SUT）のFNS加盟に伴い、『ズバリ!当てましょう』を除いた全てのフジテレビの番組がテレビ静岡に移行。
  - 10月4日 - （TV）ローカルテレビワイドショー番組『SBSホームショー』放送開始[36]。
  - 12月12日 - （TV）藤枝、藤枝堀之内の両テレビ中継局免許申請、翌1970年1月30日予備免許交付[36]、同年5月29日に本免許交付・開局[38]。

### 1970年代
- 1970年（昭和45年）
  - 5月5日 - 現在地（当時の住所表記は「静岡市石田609番地[注 11]」）に建設した新社屋（静岡 新聞・放送会館）に移転[8][36]。
  - 5月18日 - （R）ラジオ生ワイド番組『こんにちはSBSです』放送開始[注 12][8][39]。
  - 7月1日 - （R）ラジオの24時間放送開始（日曜日深夜（月曜日早朝）を除く）。これに伴い、ニッポン放送の深夜の看板番組『オールナイトニッポン』のネット受け放送を開始[39]。
  - 8月6日 - （TV）日本国内におけるボーイスカウトの最大行事「日本スカウトジャンボリー」の第5回が、富士宮市朝霧高原で開催。会場より同大会の初テレビ中継を行う[39]。
  - 10月17日 - （R）静岡丸井百貨店にオープン形式のサテライト・スタジオを設置[39]。
- 1971年（昭和46年）
  - 5月10日 - （TV）三ケ日テレビ中継局免許申請[39]、同年7月14日に予備免許交付、2か月後の9月17日に本免許交付・開局[40]。
  - 7月5日
    - （R・TV）大崩海岸にて土砂崩壊が起こり、乗用車1台が下敷となる事故が発生。ラジオ・テレビ共に現場から中継を行う[39]。
    - （R）ラジオ番組『ワイドでバンバン』で、愛情運転キャンペーンを実施[41]。

  - 10月8日 - （TV）籠上テレビ中継局免許申請、同年12月11日に予備免許交付、同月22日に本免許交付、翌23日開局[40]。
  - 11月23日 - （TV）「全国高等学校サッカー選手権大会」の静岡県予選大会を初中継。翌年1月には、日本テレビ系列での全国大会の模様を放送[41]。
- 1972年（昭和47年）
  - 1月30日 - （TV）サッカー招待試合「オール大阪 対 オール静岡」の模様を、清水市営グランドよりテレビ中継[41]。
  - 3月20日 - （TV）富士山の五合目で遭難事故が発生、現場よりテレビ中継を行う[42]。
  - 4月3日 - （TV）ローカル局初の夕方のニュース帯番組『SBSテレビ夕刊』放送開始[8][42]。
  - 4月10日 - （R）ラジオ朝のワイド番組『SBSモーニングダイヤル』放送開始。ラジオカー「スクーピー1400（現：スクーピー）」が誕生、女性キャスタードライバーが登場する[42]。
  - 6月10日 - （TV）小型テレビ中継車導入。報道番組で活躍する[42]。
  - 11月1日 - SBSのロゴタイプ制定、使用開始[8][43]。1972年から2003年まで使用されていた旧ロゴ[43]。

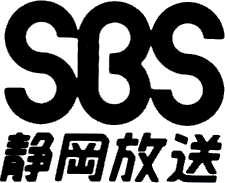
1972年から2003年まで使用されていた旧ロゴ。

- 1973年（昭和48年）2月8日 - 『静岡放送二十年史』刊行（カルチャー出版社 編、251ページ）。
- 1978年（昭和53年）11月23日 - （R）ITU国際電気通信連合の取り決め（それまでの10kHz刻みの周波数から、9kHz刻みの周波数に変更）に従い、ラジオ放送の静岡本局・浜松局・御殿場局の周波数を1404キロヘルツに変更。
- 1979年（昭和54年）7月1日 - （TV）静岡第一テレビ（SDT・日本テレビ系列）の開局により、TBS系列フルネット化完了。
  - 日本テレビの番組の一部は同年秋の改編をもって静岡第一テレビへ移行。
  - テレビ朝日の番組では、民間放送教育協会（民教協）関連番組に限り、これ以降もSBSテレビに残った。
- 1979年（昭和54年）7月11日 - （TV）日本坂トンネル火災事故において偶然取材できた焼津市側からの内部映像を、JNNを通じて全国に配信した。

### 1980年代
- 1980年（昭和55年）2月10日 -（9日深夜）（TV）2月9日分の放送を終え、放送を休止していた午前2時15分頃から約10分間、テストパターン（カラーバー）を流していた画面が突然切り替わり、洋物のポルノ・ビデオ[注 13]が放送されるという放送事故が発生。
  - 原因は放送実施局運行部（当時）の男性技術職員が主調整室でポルノ映画のビデオテープを個人的に観賞していた際、機器の操作を誤ったためと判明。
  - 後に、技術職員は懲戒免職処分、当時の社長以下常勤役員が十分の一の減俸（3か月間）、運行部長は1か月の停職処分となった。（#事案の項も参照）[44][45][46]。
- 1982年（昭和57年）
  - 2月26日 - （R）音質改善のためプリエンファシス方式を導入。
  - 4月1日 - （TV）音声多重放送開始（静岡県では静岡第一テレビに次いで2局目）。
- 1985年（昭和60年）
  - 10月17日 - （TV）（R）『第400回記念ザ・ベストテンIN静岡』を、日本平特設ステージから全国ネットで生放送。静岡放送からは上原孝男[注 14]、鈴木通代、澤木久雄（以上、当時静岡放送アナウンサー）が参加した。SBSラジオでも同時放送された。
  - 12月13日 - （TV）衛星を使ったテレビ中継システム「SNG」運用開始。初の衛星中継を行う。
- 1989年（平成元年）11月1日 - （TV）文字多重放送開始[8]。

### 1990年代
- 1990年（平成2年）11月 - （R）静岡ラジオ本局の出力を5kWから10kWに増力。
- 1993年（平成5年）5月 - （TV）自社初の海外特派員をJNNニューヨーク支局に派遣[8]。
- 1994年（平成6年）
  - 3月 -（TV）1993年（平成5年）度の年度視聴率3冠を達成[47]。
  - 12月 -（TV）この年の年間視聴率3冠を達成[47]。
- 1996年（平成8年）11月 - （TV）テレビ番組『嗚呼! 懐かしの無声映画-弁士渡邊錦聲 91歳』が、静岡県の民放で初の民放連盟賞の最優秀賞を受賞[8]。
- 1997年（平成9年）5月1日 - インターネットにウェブサイト開設[8]。
- 1999年（平成11年）4月 - 視聴者サービスセンターを開設[8]。

### 2000年代
- 2000年（平成12年）6月20日 - （TV）データ放送開始（2005年末に終了）[8]。
- 2001年（平成13年）
  - 6月29日 - （TV）総務省より高度テレビジョン放送施設整備事業の実施計画の認定を受ける（民放では全国初）。
  - 10月 - （TV）新館（テレビGスタジオ、情報センター）が完成（後に情報センター内にテレビNスタジオ新設）。これにより、新しいSBS放送センターが完成[8]。
- 2002年（平成14年）
  - 11月 -『静岡放送50年史』を刊行（静岡放送 編、263ページ）。
  - 12月 - 静新SBSグループとして、新たにブランドビジョンを制定[8]。
- 2003年（平成15年）
  - 6月 - SBSの視聴者サービスセンターと静岡新聞のお客様センターが統合し、「静新SBSお客様センター」が開設[8]。
  - 10月1日 - シンボルマーク制定、略称ロゴを現行のものに変更（3代目）[8]。
- 2004年（平成16年）
  - 9月 - （TV）テレビ番組『SBSスペシャル「宣告の果て~確定死刑囚袴田巖の 38年~」』が、日本民間放送連盟賞の最優秀賞を受賞[8]。
  - 11月11日 - （TV）地上デジタル放送予備免許交付。
- 2005年（平成17年）
  - 3月25日 - （TV）地上デジタル放送の試験電波を初めて発射。
  - 6月1日 - （TV）地上デジタル放送の本放送開始（NHK静岡放送局と同日スタート、静岡県の民放では初）[8]。
- 2006年（平成18年）
  - 4月1日 - （TV）ワンセグの本放送を開始[8]。
  - 7月17日 - （R）三島・掛川中継局の周波数を1404kHzに変更。
- 2007年（平成19年）11月1日 - （R）民放で初めてラジオにおける緊急地震速報の提供を開始。
- 2009年（平成21年）
  - 4月10日（日付上は4月11日）- （R）土曜深夜 - 日曜未明の終夜放送を中止。土曜日付の放送は日曜未明 3:00で終了し、1時間の停波・試験電波による中断を挟み 4:00に日曜付の放送を行う[注 15]。
  - 7月27日 - （TV）デジタルHD方式に対応した新しいハイビジョン中継車を導入。
  - 9月 - （TV）テレビ番組『SBSスペシャル「日本兵サカイタイゾーの真実 ~写真の裏に残した言葉~」』が、日本民間放送連盟賞の最優秀賞を受賞[8]。

### 2010年代
- 2011年（平成23年）
  - 7月24日 - （TV）アナログ放送終了。
  - 10月3日 - （R）インターネットで同時にサイマル放送するラジオサービス「radiko」に参入、実用化試験配信を開始[48]。
- 2012年（平成24年）
  - 2月20日 - （R）新ラジオマスター設備（東芝製）を導入。
  - 2月 - （株）SBSコミュニケーションズ設立[8]。
  - 11月9日～11日 - （R）開局60周年記念特別番組『SBS39（サンキュー）ラジオ』を3日間、通算39時間に亘り放送。
- 2014年（平成26年）
  - 1月14日 - 公益財団法人SBS静岡健康増進センターが本館内より新築された新館に移転オープン[49]。
  - 10月30日 -『静岡放送 テレビ番組制作の舞台裏』を発行（深光富士男 著、佼成出版社 編、143ページ）。ISBN 978-4-333-02676-0[50]
- 2015年（平成27年）
  - 1月19日 - （R）前年末から改修工事が行われていたラジオスタジオαが、最新の音声卓（スチューダー・ジャパン・オンエア3000）を導入して再稼動した[51]。
  - 3月30日 - （R）この日から「radiko」のサービス「radikoプレミアム」に参加[52]。
  - 6月4日 - （TV）県と県内全35市町、報道機関はこの日、総務省が推進する災害情報提供システム「Lアラート」（公共情報コモンズ）の合同訓練を実施。静岡放送も訓練情報をデータ放送で実際に配信した[53]。
  - 11月27日 - （TV）2014年（平成26年）12月に放送された『富士山鳴動す-火の山の危機と予知』が、科学技術の振興と知識の向上に役立つ科学放送番組を表彰する第46回科学放送高柳賞の最優秀賞に選ばれた[54]。
- 2016年（平成28年）
  - 2月17日 -（TV）企業の地域貢献活動をたたえる「青少年の体験活動推進企業表彰」（文部科学省主宰）で、静岡新聞社・静岡放送の『ふじさん部』が審査委員会特別賞（大企業部門）を受賞した[55]。
  - 8月16日 - （R）総務省東海総合通信局よりFM補完中継局（いわゆる『ワイドFM』）の予備免許が交付される[56]。
  - 11月30日 - （R）東海総合通信局よりFM補完中継局（ワイドFM）の本免許が交付される。
  - 12月1日 - （R）FM補完中継局の本放送開始（ステレオ放送）[57]。
- 2017年（平成29年）
  - 3月31日 - （TV）ソニーが共同通信デジタルの協力で開発したバーチャルアナウンサー「沢村碧(さわむら・みどり)」が「イブアイしずおか エンタ」に初登場。CGキャラクターのアナウンサーによるニュース番組の在り方について実証実験が行われた[58]。
  - 6月1日 - （TV）優れた放送やCMに送られる第54回ギャラクシー賞（放送批評懇談会主催）の受賞作品がこの日発表され、CM部門の大賞に静岡新聞社・静岡放送が制作した「超ドS 静岡兄弟篇」が選ばれた。静岡新聞社・静岡放送の大賞受賞は初めて[59]。
  - 8月15日 - （R）総務省東海総合通信局から県西部にFM補完中継局（ワイドFM）を開局する予備免許の交付を受けた。浜松市西区（現：中央区）の佐鳴湖畔に中継局を設置し、2017年12月1日に放送を開始[60]。
  - 8月29日 - （R） 総務省東海総合通信局から県東部にもFM補完中継局（ワイドFM）を開局する予備免許の交付を受けた。熱海市内の玄岳に中継局を設置し、2017年12月1日に放送サービスを開始[61]。
  - 11月7日 - （R）民放連はこの日、第13回日本放送文化大賞を発表し、ラジオ番組部門の準グランプリに静岡放送の『SBSラジオギャラリー 幸せのカタチ〜本当の親子 本物の親子〜』（5月放送。受賞を記念して同年12月31日に再放送）を選んだ。静岡放送のラジオ番組の受賞は初めて[62]。
  - 12月1日 - （R）FM補完中継局の浜松局（94.7 MHz）、三島局（90.1 MHz）が本放送を開始[57]。
  - 12月12日 - （TV）日本女子プロゴルフ協会はこの日、2018年（平成30年）6月15日から3日間の日程で『LPGAステップ・アップ・ツアー ユピテル・静岡新聞SBSレデイース』を3年連続で御前崎市の静岡カントリー浜岡コースで開催することを発表[63]。
- 2018年（平成30年）
  - 2月24日 - （TV）静岡新聞社・静岡放送が実施している「ふじさん部」はこの日、ギネス世界記録への挑戦を通して世界遺産富士山の保全活動への意識高揚を図る「三保サミット」を静岡市清水区三保で開催し、県内を中心に753人の市民が参加し、『同時に落ち葉を拾った最多人数』のギネス世界記録を樹立した[64]。
  - 3月7日 - （TV）TBS系列の全国28テレビ局でつくるJNNネットワーク協議会賞の表彰式がこの日、都内で開かれ、静岡放送が制作した「SBSスペシャル おひさま家族〜色素性乾皮症を抱えて」が報道・ドキュメンタリー番組部門の奨励賞を受賞した[65]。
  - 3月10日 - （TV）情報通信技術をテレビ放送に応用した「IPライブ」（2017年にソニーが開発）の運用を国内で始めて開始した。10日にヤマハスタジアム（磐田市）で行われたサッカーJリーグ1部（J1）のジュビロ磐田 - FC東京の試合で初めて実用した[66]。
  - 5月31日 - （R）優れたテレビ・ラジオ番組、CMをたたえる第55回ギャラクシー賞の贈賞式がこの日、都内で開かれ、ラジオ部門の優秀賞に静岡放送の「SBSラジオギャラリー 幸せのカタチ〜本当の親子 本物の親子〜」(企画、取材、ナレーション・原田亜弥子)が選ばれた[67]。
  - 6月6日 - （R）放送分野の優れた番組を表彰する第44回放送文化基金賞（公益財団法人放送文化基金主催）がこの日発表され、ラジオ部門で静岡放送「SBSラジオギャラリー 幸せのカタチ〜本当の親子 本物の親子〜」が最優秀賞を、同番組のナレーション・企画・取材を担当した原田亜弥子が企画・制作賞を受賞した[68]。
  - 10月1日 - （R）台風24号の影響によって、浜松市周辺でAM放送が9月30日深夜から10月1日早朝の約6時間40分にわたり中断した[69]。
  - 11月7日 - （TV）民放連はこの日、日本民間放送連盟賞を発表し、テレビ番組部門の最高賞「グランプリ」に静岡放送の「SBSスペシャル 罠師〜片桐邦雄・ジビエの極意〜」（5月放送）が選ばれた（受賞を記念して同年12月19日と2019年（平成31年）1月5日に再放送された）[70]。
- 2019年（平成31年・令和元年）
  - 2月5日 - （R）県内12局のコミュニティFMでつくる県コミュニティFM放送協議会と、災害時の相互協力を柱とする包括連携協定を締結。県内広域をカバーするSBSラジオと地域密着のコミュニティFMが協力し、ラジオの力で県民の安全確保などに寄与することを目指す[71]。
  - 4月26日 - （R）優れたテレビ・ラジオ番組、CMをたたえる第56回ギャラクシー賞のラジオ部門「DJパーソナリティ賞」に、SBSラジオ「テキトーナイト!!」のパーソナリティー・鬼頭里枝が選ばれた。主催する放送批評懇談会がこの日、発表した[72]。
  - 10月19日 -  （R）静岡市葵区呉服町の札の辻ビル2階にサテライトスタジオ「札の辻スタジオ」を開設。当初は10月12日開設の予定だったが、令和元年東日本台風（台風19号）の接近に伴う混乱に配慮してこの日に延期した[73]。

### 2020年代
- 2020年（令和2年）3月4日 - （TV）同局では初めてマルチチャンネルを放送した。放送番組は『秀英スペシャル 高校入試解答速報』（062ch）。
- 2021年（令和3年）
  - 2月26日 - （R）総務省東海総合通信局から下田FM補完中継局の本免許を交付された。
  - 3月8日 - （R）FM補完中継局の下田局（90.1 MHz）が本放送を開始。
  - 6月18日 - （R・TV）マスメディアグループとしては国内初の公認バーチャルYouTuberとなる「木乃華サクヤ」（このはな さくや）がデビュー[74]。
  - 11月9日 - （TV）民放連はこの日、2021年の日本民間放送連盟賞の最終審査結果を発表し、テレビ番組の準グランプリに静岡放送の『おひさま家族―りんくん一家の17年』を選んだ[75]。また、同番組は、2022年11月2日と2024年5月15日にBS朝日の『レジェンドキュメント～今、このドキュメンタリーを見よ!～』で放送された[76]。
- 2022年（令和4年）
  - 3月7日 - （R）総務省東海総合通信局から御殿場FM補完中継局の本免許を交付された[77]。
  - 3月9日 - （TV）JNNネットワーク協議会はこの日、2021年（令和3年）5月に放送した「おひさま家族 りんくん一家の17年」が第46回JNNネットワーク協議会で特別番組賞を受賞した[78]。
  - 4月27日 -（TV）テレビ番組や映画・広告等の優れた作品を表彰する国際コンクール「第64回ニューヨークフェスティバル」の受賞作品が27日（日本時間）までに発表され、静岡放送の番組「おひさま家族 りんくん一家の17年」がドキュメンタリー・コミュニティー・ポートレート部門で銅賞を受賞した[79]。
  - 6月2日 - （R）静岡新聞・静岡放送東京支社ビル内にラジオスタジオ[注 16] を開設[4]。
  - 11月12日 - （TV）全国各地の優れたドキュメンタリー作品を表彰する第42回「地方の時代」映像祭の贈賞式が大阪府吹田市の関西大で開かれ、応募273作品の中からグランプリ（最優秀賞）に自社制作の『SBSスペシャル「熱海土石流―なぜ盛り土崩落は防げなかったのか」』が選ばれた。尚、同社のグランプリは2009年・2013年に続き3回目[8][80]。
- 2023年（令和5年）
  - 4月21日 - （TV）科学技術をテーマにした優れた映像作品を表彰する第64回科学技術映像祭（日本科学技術振興財団など主催）の表彰式がこの日に都内で開催され、静岡放送が制作した『日本のチカラ 笑って生きる一生～ALS患者がつくる夢のグループホーム～』が教育・教養部門で優秀賞を受賞した[81]。
  - 6月22日 - （TV）JNN・JRN系列局のアナウンサーを対象にした「第48回アノンシスト賞」の表彰式がこの日、東京・赤坂のTBS放送センターで開かれ、静岡放送の近江由佳がテレビ「読み・ナレーション」部門で優秀賞に選ばれた[82]。
- 2024年（令和6年）
  - 4月4日 - （R）来る6月1日（土）・2日（日）、エスパルスドリームプラザにて開催のイベント『静岡イチ早い夏まつり!? ナツイチフェス by SBS RADIO』の情報が、この日解禁された[83]。
  - 5月31日 - （R）優れたテレビ・ラジオ番組、CMをたたえる第61回ギャラクシー賞の贈賞式がこの日、都内で開かれ、静岡放送の「SBSラジオギャラリー 方言アクセントエンターテインメント～なまってんのは、東京の方かもしんねーんだかんな～」（初回放送・2023年5月28日）がラジオ部門の大賞に輝いた。尚、静岡放送の大賞受賞はテレビ、報道活動などの各部門を通じて初めて[84]。受賞を祝して、去る2024年7月14日 14:00 - 15:00に再放送が実施された。
  - 6月11日 - （TV・R）来る8月17日（土）・18日（日）、駿府城公園にて開催の夏イベント『駿府城夏祭り』の情報が、この日解禁された[85]。

## 資本構成
企業・団体の名称、個人の肩書は当時のもの。出典：

### 概要
筆頭株主は静岡会館（静岡新聞社と静岡放送の本社屋「静岡 新聞放送会館」の管理会社）。静岡新聞社としての出資比率はあまり高くない。

### 2003年3月31日
| 資本金      | 発行済株式総数 | 株主数 |
| ----------- | -------------- | ------ |
| 1億8000万円 | 360,000株      | 1,032  |

| 株主       | 株式数   | 比率  |
| ---------- | -------- | ----- |
| 静岡会館   | 33,473株 | 9.29% |
| 蘇峰会     | 23,101株 | 6.41% |
| 大石滋     | 20,110株 | 5.58% |
| 静岡新聞社 | 19,525株 | 5.42% |
| 松井純     | 13,000株 | 3.61% |

## ラジオ

### 周波数
| AM放送          | AM放送       | AM放送         | AM放送     |
| 親局            | コールサイン | 周波数 （kHz） | 空中線電力 |
| --------------- | ------------ | -------------- | ---------- |
| 静岡            | JOVR         | 1404           | 10 kW      |
| 予備送信所      | JOVR         | 1404           | 100W       |
| 中継局          | コールサイン | 周波数         | 空中線電力 |
| 浜松            | JOVO（廃止） | 1404           | 1 kW       |
| 御殿場          | なし         | 1404           | 100W       |
| 三島            | JOVE（廃止） | 1404           | 100W       |
| 掛川            | JOVW（廃止） | 1404           | 100W       |
| 天竜            | なし         | 1404           | 100W       |
| 春野            | なし         | 1404           | 100W       |
| 龍山            | なし         | 1404           | 100W       |
| 佐久間          | なし         | 1404           | 100W       |
| 水窪            | なし         | 1404           | 100W       |
| 熱海            | なし         | 1557           | 100W       |
| 富士宮          | なし         | 1557           | 100W       |
| FM補完中継局    |              |                |            |
| 中継局          | コールサイン | 周波数 （MHz） | 空中線電力 |
| SBS高草FM       | なし         | 93.9           | 1 kW       |
| SBS浜松FM       | なし         | 94.7           | 250W       |
| SBS三島FM       | なし         | 90.1           | 100W       |
| SBS下田FM       | なし         | 90.1           | 10W        |
| SBS御殿場FM     | なし         | 92.1           | 10W        |
| SBS富士富士宮FM | なし         | 94.7           | 20W        |

- 浜松中継局の送信塔は全国的にも数少ないアナログテレビとの一体型であったが、アナログ放送終了後は、ラジオ中継局のみとなった。
- ワイドFM開局まで放送開始・終了時の局名告知において、天竜・春野・龍山・佐久間・水窪の5つの中継局は「北遠（ほくえん）放送局」として一つにまとめてアナウンスされていた。

### 現在放送中の番組（ラジオ）
2025年4月時点。
- 放送時間：毎日午前5時を基点とする24時間放送。日曜日付けは月曜日1時終了 - 5時の開始まで休止

公式サイトのラジオ番組表 も参照。

#### 平日
| 時 | 分 | 月曜日 | 火曜日 | 水曜日 | 木曜日 | 金曜日 |
| -- | -- | --- | --- | --- | --- | --- |
| 5  | 00 | 5:00 今旬!いいもの百貨店 | 5:00 わくわくお届け便 | 5:00 旬!SHUN!ピックアップ | 5:00 まいどあり～。 | 5:00 まいどあり～。 |
| 5  | 15 | 5:15 Wake Up メロディー | 5:15 Wake Up メロディー | 5:15 Wake Up メロディー | 5:15 Wake Up メロディー | 5:15 Wake Up メロディー |
| 5  | 25 | 5:25 心のともしび | 5:25 心のともしび | 5:25 心のともしび | 5:25 心のともしび | 5:25 心のともしび |
| 5  | 30 | 5:30 Brand-New Morning（TBSラジオ） | 5:30 Brand-New Morning（TBSラジオ） | 5:30 Brand-New Morning（TBSラジオ） | 5:30 Brand-New Morning（TBSラジオ） | 5:30 Brand-New Morning（TBSラジオ） |
| 6  | 00 | 5:30 Brand-New Morning（TBSラジオ） | 5:30 Brand-New Morning（TBSラジオ） | 5:30 Brand-New Morning（TBSラジオ） | 5:30 Brand-New Morning（TBSラジオ） | 5:30 Brand-New Morning（TBSラジオ） |
| 6  | 30 | 6:30 黒木瞳のあさナビ（ニッポン放送） | 6:30 黒木瞳のあさナビ（ニッポン放送） | 6:30 黒木瞳のあさナビ（ニッポン放送） | 6:30 黒木瞳のあさナビ（ニッポン放送） | 6:30 黒木瞳のあさナビ（ニッポン放送） |
| 6  | 40 | 6:40 身近なことからSDGs | 6:40 身近なことからSDGs | 6:40 身近なことからSDGs | 6:40 身近なことからSDGs | 6:40 身近なことからSDGs |
| 6  | 45 | 6:45 SBSラジオショッピング | 6:45 SBSラジオショッピング | 6:45 SBSラジオショッピング | 6:45 SBSラジオショッピング | 6:45 SBSラジオショッピング |
| 7  | 00 | 7:00 IPPO （月）岡村久則、（火）松下晴輝、（水）井手春希、（木）青木隆太、（金）影島亜美 ▽7:24 情報三枚おろし（文化放送企画ネット番組） ▽8:00 日本全国8時です（TBSラジオ） ▽8:20 羽田美智子のいってらっしゃい（ニッポン放送） | 7:00 IPPO （月）岡村久則、（火）松下晴輝、（水）井手春希、（木）青木隆太、（金）影島亜美 ▽7:24 情報三枚おろし（文化放送企画ネット番組） ▽8:00 日本全国8時です（TBSラジオ） ▽8:20 羽田美智子のいってらっしゃい（ニッポン放送） | 7:00 IPPO （月）岡村久則、（火）松下晴輝、（水）井手春希、（木）青木隆太、（金）影島亜美 ▽7:24 情報三枚おろし（文化放送企画ネット番組） ▽8:00 日本全国8時です（TBSラジオ） ▽8:20 羽田美智子のいってらっしゃい（ニッポン放送） | 7:00 IPPO （月）岡村久則、（火）松下晴輝、（水）井手春希、（木）青木隆太、（金）影島亜美 ▽7:24 情報三枚おろし（文化放送企画ネット番組） ▽8:00 日本全国8時です（TBSラジオ） ▽8:20 羽田美智子のいってらっしゃい（ニッポン放送） | 7:00 IPPO （月）岡村久則、（火）松下晴輝、（水）井手春希、（木）青木隆太、（金）影島亜美 ▽7:24 情報三枚おろし（文化放送企画ネット番組） ▽8:00 日本全国8時です（TBSラジオ） ▽8:20 羽田美智子のいってらっしゃい（ニッポン放送） |
| 8  | 00 | 7:00 IPPO （月）岡村久則、（火）松下晴輝、（水）井手春希、（木）青木隆太、（金）影島亜美 ▽7:24 情報三枚おろし（文化放送企画ネット番組） ▽8:00 日本全国8時です（TBSラジオ） ▽8:20 羽田美智子のいってらっしゃい（ニッポン放送） | 7:00 IPPO （月）岡村久則、（火）松下晴輝、（水）井手春希、（木）青木隆太、（金）影島亜美 ▽7:24 情報三枚おろし（文化放送企画ネット番組） ▽8:00 日本全国8時です（TBSラジオ） ▽8:20 羽田美智子のいってらっしゃい（ニッポン放送） | 7:00 IPPO （月）岡村久則、（火）松下晴輝、（水）井手春希、（木）青木隆太、（金）影島亜美 ▽7:24 情報三枚おろし（文化放送企画ネット番組） ▽8:00 日本全国8時です（TBSラジオ） ▽8:20 羽田美智子のいってらっしゃい（ニッポン放送） | 7:00 IPPO （月）岡村久則、（火）松下晴輝、（水）井手春希、（木）青木隆太、（金）影島亜美 ▽7:24 情報三枚おろし（文化放送企画ネット番組） ▽8:00 日本全国8時です（TBSラジオ） ▽8:20 羽田美智子のいってらっしゃい（ニッポン放送） | 7:00 IPPO （月）岡村久則、（火）松下晴輝、（水）井手春希、（木）青木隆太、（金）影島亜美 ▽7:24 情報三枚おろし（文化放送企画ネット番組） ▽8:00 日本全国8時です（TBSラジオ） ▽8:20 羽田美智子のいってらっしゃい（ニッポン放送） |
| 9  | 00 | 9:00 鉄崎幹人のWASABI ▽9:20 MIRAIにエール! ▽11:00 テレフォン人生相談（ニッポン放送） ▽11:50 ランチタイムミュージック（NRN系企画ネット番組）                                                                                   | 9:00 鉄崎幹人のWASABI ▽9:20 MIRAIにエール! ▽11:00 テレフォン人生相談（ニッポン放送） ▽11:50 ランチタイムミュージック（NRN系企画ネット番組）                                                                                   | 9:00 鉄崎幹人のWASABI ▽9:20 MIRAIにエール! ▽11:00 テレフォン人生相談（ニッポン放送） ▽11:50 ランチタイムミュージック（NRN系企画ネット番組）                                                                                   | 9:00 鉄崎幹人のWASABI ▽9:20 MIRAIにエール! ▽11:00 テレフォン人生相談（ニッポン放送） ▽11:50 ランチタイムミュージック（NRN系企画ネット番組）                                                                                   | 9:00 上田朋子のGoing My West ▽9:20 MIRAIにエール! ▽11:00 テレフォン人生相談（ニッポン放送） |
| 10 | 00 | 9:00 鉄崎幹人のWASABI ▽9:20 MIRAIにエール! ▽11:00 テレフォン人生相談（ニッポン放送） ▽11:50 ランチタイムミュージック（NRN系企画ネット番組）                                                                                   | 9:00 鉄崎幹人のWASABI ▽9:20 MIRAIにエール! ▽11:00 テレフォン人生相談（ニッポン放送） ▽11:50 ランチタイムミュージック（NRN系企画ネット番組）                                                                                   | 9:00 鉄崎幹人のWASABI ▽9:20 MIRAIにエール! ▽11:00 テレフォン人生相談（ニッポン放送） ▽11:50 ランチタイムミュージック（NRN系企画ネット番組）                                                                                   | 9:00 鉄崎幹人のWASABI ▽9:20 MIRAIにエール! ▽11:00 テレフォン人生相談（ニッポン放送） ▽11:50 ランチタイムミュージック（NRN系企画ネット番組）                                                                                   | 9:00 上田朋子のGoing My West ▽9:20 MIRAIにエール! ▽11:00 テレフォン人生相談（ニッポン放送） |
| 11 | 00 | 9:00 鉄崎幹人のWASABI ▽9:20 MIRAIにエール! ▽11:00 テレフォン人生相談（ニッポン放送） ▽11:50 ランチタイムミュージック（NRN系企画ネット番組）                                                                                   | 9:00 鉄崎幹人のWASABI ▽9:20 MIRAIにエール! ▽11:00 テレフォン人生相談（ニッポン放送） ▽11:50 ランチタイムミュージック（NRN系企画ネット番組）                                                                                   | 9:00 鉄崎幹人のWASABI ▽9:20 MIRAIにエール! ▽11:00 テレフォン人生相談（ニッポン放送） ▽11:50 ランチタイムミュージック（NRN系企画ネット番組）                                                                                   | 9:00 鉄崎幹人のWASABI ▽9:20 MIRAIにエール! ▽11:00 テレフォン人生相談（ニッポン放送） ▽11:50 ランチタイムミュージック（NRN系企画ネット番組）                                                                                   | 9:00 上田朋子のGoing My West ▽9:20 MIRAIにエール! ▽11:00 テレフォン人生相談（ニッポン放送） |
| 12 | 00 | 9:00 鉄崎幹人のWASABI ▽9:20 MIRAIにエール! ▽11:00 テレフォン人生相談（ニッポン放送） ▽11:50 ランチタイムミュージック（NRN系企画ネット番組）                                                                                   | 9:00 鉄崎幹人のWASABI ▽9:20 MIRAIにエール! ▽11:00 テレフォン人生相談（ニッポン放送） ▽11:50 ランチタイムミュージック（NRN系企画ネット番組）                                                                                   | 9:00 鉄崎幹人のWASABI ▽9:20 MIRAIにエール! ▽11:00 テレフォン人生相談（ニッポン放送） ▽11:50 ランチタイムミュージック（NRN系企画ネット番組）                                                                                   | 9:00 鉄崎幹人のWASABI ▽9:20 MIRAIにエール! ▽11:00 テレフォン人生相談（ニッポン放送） ▽11:50 ランチタイムミュージック（NRN系企画ネット番組）                                                                                   | 9:00 上田朋子のGoing My West ▽9:20 MIRAIにエール! ▽11:00 テレフォン人生相談（ニッポン放送） |
| 12 | 55 | 12:55 静岡新聞ニュース・天気予報 | 12:55 静岡新聞ニュース・天気予報 | 12:55 静岡新聞ニュース・天気予報 | 12:55 静岡新聞ニュース・天気予報 | 12:55 静岡新聞ニュース・天気予報 |
| 13 | 00 | 13:00 ゴゴボラケ | 13:00 ゴゴボラケ | 13:00 ゴゴボラケ | 13:00 ゴゴボラケ | 13:00 DJ RoniのROUNDABOUT |
| 14 | 00 | 13:00 ゴゴボラケ | 13:00 ゴゴボラケ | 13:00 ゴゴボラケ | 13:00 ゴゴボラケ | 13:00 DJ RoniのROUNDABOUT |
| 15 | 00 | 13:00 ゴゴボラケ | 13:00 ゴゴボラケ | 13:00 ゴゴボラケ | 13:00 ゴゴボラケ | 13:00 DJ RoniのROUNDABOUT |
| 16 | 00 | 16:00 SBSラジオショッピング | 16:00 SBSラジオショッピング | 16:00 SBSラジオショッピング | 16:00 SBSラジオショッピング | 16:00 SBSラジオショッピング |
| 16 | 15 | 16:15 SBSラジオ マンスリーパワープレイ | 16:15 SBSラジオ マンスリーパワープレイ | 16:15 SBSラジオ マンスリーパワープレイ | 16:15 SBSラジオ マンスリーパワープレイ | 16:15 SBSラジオ マンスリーパワープレイ |
| 16 | 20 | 16:20 ラジカセメモリーズ（文化放送） | 16:20 ラジカセメモリーズ（文化放送） | 16:20 ラジカセメモリーズ（文化放送） | 16:20 ラジカセメモリーズ（文化放送） | 16:20 ラジカセメモリーズ（文化放送） |
| 16 | 30 | 16:30 大竹発見伝〜ザ・ゴールデンヒストリー（文化放送） | 16:30 大竹発見伝〜ザ・ゴールデンヒストリー（文化放送） | 16:30 大竹発見伝〜ザ・ゴールデンヒストリー（文化放送） | 16:30 大竹発見伝〜ザ・ゴールデンヒストリー（文化放送） | 16:30 朗読のヒロバ（TBSラジオ） |
| 16 | 40 | 16:40 松本英子のサウンドスケッチ（かしわプロダクション） | 16:40 松本英子のサウンドスケッチ（かしわプロダクション） | 16:40 松本英子のサウンドスケッチ（かしわプロダクション） | 16:40 松本英子のサウンドスケッチ（かしわプロダクション） | 16:40 松本英子のサウンドスケッチ（かしわプロダクション） |
| 16 | 50 | 16:50 あなたにハッピー・メロディ（ニッポン放送） | 16:50 あなたにハッピー・メロディ（ニッポン放送） | 16:50 あなたにハッピー・メロディ（ニッポン放送） | 16:50 あなたにハッピー・メロディ（ニッポン放送） | 16:50 あなたにハッピー・メロディ（ニッポン放送） |
| 17 | 00 | 17:00 ニュース・パレード（文化放送） | 17:00 ニュース・パレード（文化放送） | 17:00 ニュース・パレード（文化放送） | 17:00 ニュース・パレード（文化放送） | 17:00 ニュース・パレード（文化放送） |
| 17 | 15 | 17:15 SBSニュースタイムライン | 17:15 SBSニュースタイムライン | 17:15 SBSニュースタイムライン | 17:15 SBSニュースタイムライン | 17:15 SBSニュースタイムライン |
| 17 | 25 | 17:25 SBSラジオ マンスリーパワープレイ | 17:25 SBSラジオ マンスリーパワープレイ | 17:25 SBSラジオ マンスリーパワープレイ | 17:25 SBSラジオ マンスリーパワープレイ | 17:25 SBSラジオ マンスリーパワープレイ |
| 17 | 30 | 17:30 ネットワークトゥデイ（TBSラジオ） | 17:30 ネットワークトゥデイ（TBSラジオ） | 17:30 ネットワークトゥデイ（TBSラジオ） | 17:30 ネットワークトゥデイ（TBSラジオ） | 17:30 ネットワークトゥデイ（TBSラジオ） |
| 17 | 45 | 17:45 がんばれ!ベンチャーズ | 17:45 洋楽処POPS倶楽部 | 17:45 観音温泉presents 純烈の観音ルンルン?モー烈ラジオ（TBSラジオ） | 17:45 パックンマックンの笑って覚える英会話（かしわプロダクション） | 17:45 はじめまして、赤堀愁です。 |
| 17 | 55 | 17:45 がんばれ!ベンチャーズ | 17:45 洋楽処POPS倶楽部 | 17:55 SBSラジオ マンスリーパワープレイ | 17:45 パックンマックンの笑って覚える英会話（かしわプロダクション） | 17:45 はじめまして、赤堀愁です。 |
| 18 | 00 | 18:00 佐藤竹善 from Sing Like Talking「レコード部屋」 | 18:00 アゴミサ・納言のだれでもラジオ | 18:00 SBSビッグナイター | 18:00 SBSビッグナイター | 18:00 SBSビッグナイター |
| 18 | 30 | 18:30 ウィリアムス浩子のMy favorite JAZZ | 18:30 山作戰のだら!だら?大作戦 | 18:00 SBSビッグナイター | 18:00 SBSビッグナイター | 18:00 SBSビッグナイター |
| 18 | 45 | 18:30 ウィリアムス浩子のMy favorite JAZZ | 18:45 相川七瀬 ROCK GHOS ON（かしわプロダクション） | 18:00 SBSビッグナイター | 18:00 SBSビッグナイター | 18:00 SBSビッグナイター |
| 19 | 00 | 19:00 TOROアニメーション総研 | 19:00 静岡サッカー熱血応援番組 ヒデとキトーのFooTALK! | 18:00 SBSビッグナイター | 18:00 SBSビッグナイター | 18:00 SBSビッグナイター |
| 20 | 00 | 19:00 TOROアニメーション総研 | 19:00 静岡サッカー熱血応援番組 ヒデとキトーのFooTALK! | 18:00 SBSビッグナイター | 18:00 SBSビッグナイター | 18:00 SBSビッグナイター |
| 20 | 30 | 20:30 岡村孝子 あの頃ミュージック（かしわプロダクション） | 19:00 静岡サッカー熱血応援番組 ヒデとキトーのFooTALK! | | | |
| 21 | 00 | 21:00 問わず語りの神田伯山（TBSラジオ） | 21:00 Jam9 MUSIC SCHOOL | 21:00 ミュージックブルペン（かしわプロダクション） | 21:00 30過ぎてもPresents となりの常連さん（再放送） | 21:00 大友良英のJAMJAMラジオ（KBS京都） |
| 21 | 30 | 21:30 かまいたちのヘイ!タクシー!（TBSラジオ） | 21:00 Jam9 MUSIC SCHOOL | 21:30 ZENERATION | 21:30 音楽☆とらのアナ（火曜会） | 21:30 X-GUNの激烈!ガッテム（東北放送） |
| 22 | 00 | 22:00 レコメン!（文化放送） | 22:00 レコメン!（文化放送） | 22:00 レコメン!（文化放送） | 22:00 レコメン!（文化放送） | 22:00 ももいろクローバーZ ももクロくらぶxoxo（ニッポン放送） |
| 22 | 00 | 駒木根葵汰 | 秋山寛貴（ハナコ） | 矢吹奈子 | 吉田仁人（M!LK） | 22:00 ももいろクローバーZ ももクロくらぶxoxo（ニッポン放送） |
| 22 | 30 | 駒木根葵汰 | 秋山寛貴（ハナコ） | 矢吹奈子 | 吉田仁人（M!LK） | 22:30 SHIZUOKA もんどセレクション |
| 23 | 00 | 駒木根葵汰 | 秋山寛貴（ハナコ） | 矢吹奈子 | 吉田仁人（M!LK） | 23:00 週刊!しゃべレーザー |
| 23 | 57 | 駒木根葵汰 | 秋山寛貴（ハナコ） | 矢吹奈子 | 吉田仁人（M!LK） | 23:57 SBSラジオ マンスリーパワープレイ |
| 0  | 00 | 駒木根葵汰 | 秋山寛貴（ハナコ） | 矢吹奈子 | 吉田仁人（M!LK） | 0:00 嵐・相葉雅紀のレコメン!アラシリミックス（文化放送） |
| 0  | 30 | 駒木根葵汰 | 秋山寛貴（ハナコ） | 矢吹奈子 | 吉田仁人（M!LK） | 0:30 Sky presents 藤原竜也のラジオ（朝日放送ラジオ） |
| 1  | 00 | 1:00 オールナイトニッポン（ニッポン放送） | 1:00 オールナイトニッポン（ニッポン放送） | 1:00 オールナイトニッポン（ニッポン放送） | 1:00 オールナイトニッポン（ニッポン放送） | 1:00 オールナイトニッポン（ニッポン放送） |
| 1  | 00 | 山田裕貴 | 星野源 | 乃木坂46 | ナインティナイン | 霜降り明星 |
| 2  | 00 | 山田裕貴 | 星野源 | 乃木坂46 | ナインティナイン | 霜降り明星 |
| 3  | 00 | 3:00 オールナイトニッポン0(ZERO)（ニッポン放送） | 3:00 オールナイトニッポン0(ZERO)（ニッポン放送） | 3:00 オールナイトニッポン0(ZERO)（ニッポン放送） | 3:00 オールナイトニッポン0(ZERO)（ニッポン放送） | 3:00 オールナイトニッポン0(ZERO)（ニッポン放送） |
| 3  | 00 | キタニタツヤ | あの | 佐久間宣行 | マヂカルラブリー | 三四郎 |
| 4  | 00 | キタニタツヤ | あの | 佐久間宣行 | マヂカルラブリー | 三四郎 |
| 4  | 30 | 4:30 上柳昌彦 あさぼらけ （ニッポン放送） | 4:30 上柳昌彦 あさぼらけ （ニッポン放送） | 4:30 上柳昌彦 あさぼらけ （ニッポン放送） | 4:30 上柳昌彦 あさぼらけ （ニッポン放送） | 三四郎 |

#### 週末
| 時 | 分 | 土曜日                                                                 | 日曜日                                                         |
| -- | -- | ---------------------------------------------------------------------- | -------------------------------------------------------------- |
| 5  | 00 | 5:00 旬!SHUN!ピックアップ                                              | 5:00 通販ラジオ生活便                                          |
| 5  | 15 | 5:15 藤田恵美のかみつれ雑貨店（マール）                                | 5:15 松原健之・Bitter&Sweetの音茶メロらじお                    |
| 5  | 30 | 5:15 藤田恵美のかみつれ雑貨店（マール）                                | 5:30 SBSラジオ マンスリーパワープレイ                          |
| 5  | 35 | 5:15 藤田恵美のかみつれ雑貨店（マール）                                | 5:35 亀渕昭信のお宝POPS（火曜会）                              |
| 5  | 40 | 5:40 心のともしび                                                      | 5:35 亀渕昭信のお宝POPS（火曜会）                              |
| 5  | 45 | 5:45 わくわくお届け便                                                  | 5:35 亀渕昭信のお宝POPS（火曜会）                              |
| 5  | 50 | 5:45 わくわくお届け便                                                  | 5:50 かきくけこじせいご（かしわプロダクション）                |
| 6  | 00 | 6:00 土曜朝6時 木梨の会。（TBSラジオ）                                 | 6:00 納得!お得!ラジオショッピング                              |
| 6  | 15 | 6:00 土曜朝6時 木梨の会。（TBSラジオ）                                 | 6:15 録音風物誌（火曜会）                                      |
| 6  | 25 | 6:00 土曜朝6時 木梨の会。（TBSラジオ）                                 | 6:25 わくわくお届け便                                          |
| 6  | 40 | 6:00 土曜朝6時 木梨の会。（TBSラジオ）                                 | 6:40 SBSラジオ マンスリーパワープレイ                          |
| 6  | 45 | 6:00 土曜朝6時 木梨の会。（TBSラジオ）                                 | 6:45 1万年堂出版の時間                                         |
| 7  | 00 | 7:00 Five S（栃木放送）                                                | 7:00 天使のモーニングコール（幸福の科学）                      |
| 7  | 15 | 7:15 まいどあり～。                                                    | 7:00 天使のモーニングコール（幸福の科学）                      |
| 7  | 30 | 7:30 Saturday View→N ▽8:00 日本全国8時です（TBSラジオ）                | 7:30 山田パンダ 素晴らしきフォーク世代（信越放送）             |
| 7  | 45 | 7:30 Saturday View→N ▽8:00 日本全国8時です（TBSラジオ）                | 7:45 今旬!ラジオショッピング                                   |
| 8  | 00 | 7:30 Saturday View→N ▽8:00 日本全国8時です（TBSラジオ）                | 8:00 ONE-J（TBSラジオ） ▽8:55 静岡新聞ニュース・天気予報       |
| 9  | 00 | 7:30 Saturday View→N ▽8:00 日本全国8時です（TBSラジオ）                | 8:00 ONE-J（TBSラジオ） ▽8:55 静岡新聞ニュース・天気予報       |
| 10 | 00 | 7:30 Saturday View→N ▽8:00 日本全国8時です（TBSラジオ）                | 10:00 イマドキショッピング                                     |
| 10 | 15 | 7:30 Saturday View→N ▽8:00 日本全国8時です（TBSラジオ）                | 10:15 プチ鹿島のラジオ19XX（山梨放送）                         |
| 10 | 45 | 7:30 Saturday View→N ▽8:00 日本全国8時です（TBSラジオ）                | 10:45 毎日元気!毎日笑顔の『健康劇場』                          |
| 11 | 00 | 11:00 Radio East                                                       | 11:00 サンデークリニック                                       |
| 11 | 30 | 11:00 Radio East                                                       | 11:30 小倉・IMALUの○○玉手箱                                    |
| 11 | 45 | 11:00 Radio East                                                       | 11:45 J-POP ナウ&ゼン                                          |
| 11 | 55 | 11:00 Radio East                                                       | 11:55 SBSラジオ マンスリーパワープレイ                         |
| 12 | 00 | 11:00 Radio East                                                       | 12:00 日曜ヒマするあなたに送る ヌンヌンヌーン!                 |
| 12 | 55 | 12:55 静岡新聞ニュース・天気予報                                       | 12:00 日曜ヒマするあなたに送る ヌンヌンヌーン!                 |
| 13 | 00 | 13:00 それいけ!曖昧moco                                                | 12:00 日曜ヒマするあなたに送る ヌンヌンヌーン!                 |
| 14 | 00 | 13:00 それいけ!曖昧moco                                                | 14:00 新・流行音楽堂                                           |
| 14 | 55 | 14:55 静岡新聞ニュース・天気予報                                       | 14:55 静岡新聞ニュース・天気予報                               |
| 15 | 00 | 15:00 村上信五くんと経済クン（文化放送）                               | 15:00 TOROアニメーション総研（再放送）                         |
| 16 | 00 | 16:00 ラジオのんちん倶楽部 昭和40年代生まれの男たち（信越放送）        | 15:00 TOROアニメーション総研（再放送）                         |
| 16 | 30 | 16:30 佐藤竹善 from Sing Like Talking「レコード部屋」（再放送）        | 16:30 週刊 MUSIC PUNCH!（FM岩手）                              |
| 17 | 00 | 17:00 イマドキショッピング                                             | 17:00 旬!SHUN!ピックアップ                                     |
| 17 | 15 | 17:15 古澤剛の音楽的な放浪記（FM栃木）                                 | 17:15 静岡新聞ニュース・天気予報                               |
| 17 | 20 | 17:15 古澤剛の音楽的な放浪記（FM栃木）                                 | 17:20 週刊 なるほど!ニッポン（ニッポン放送）                   |
| 17 | 30 | 17:30 静岡新聞ニュース・天気予報                                       | 17:30 J-POPパラダイス90's                                      |
| 17 | 35 | 17:35 ニッポン人物ア・ラ・100年（かしわプロダクション）                | 17:30 J-POPパラダイス90's                                      |
| 17 | 40 | 17:35 ニッポン人物ア・ラ・100年（かしわプロダクション）                | 17:40 長﨑一朗の仕事のコツ!（第3日曜のみ）                     |
| 17 | 45 | 17:45 ウィークエンドネットワーク（TBSラジオ）                          | 17:45 今旬!いいもの百貨店（第2日曜のみ）                       |
| 17 | 50 | 17:50 社長のオト                                                       | 17:45 今旬!いいもの百貨店（第2日曜のみ）                       |
| 18 | 00 | 18:00 30過ぎてもPresents となりの常連さん                              | 18:00 ミヤリサン製薬 ラジオ劇場『アキラとあきら』（KBCラジオ） |
| 18 | 15 | 18:00 30過ぎてもPresents となりの常連さん                              | 18:15 ラジオフォーラム しずおかマイトーク                      |
| 18 | 30 | 18:30 松村邦洋のOH-!邦自慢（山口放送）                                 | 18:30 志の輔&雷鳥のなんでか?ニッポン（北日本放送）             |
| 19 | 00 | 19:00 さまぁ〜ずのさまラジ（ニッポン放送）                             | 19:00 なにわ男子の初心ラジ!（ニッポン放送）                    |
| 19 | 30 | 19:30 イモトアヤコのすっぴんしゃん（TBSラジオ）                        | 19:00 なにわ男子の初心ラジ!（ニッポン放送）                    |
| 20 | 00 | 20:00 ものまね SHOW TIME（かしわプロダクション）                       | 20:00 アルコ&ピース D.C.GARAGE（TBSラジオ）                    |
| 20 | 30 | 20:30 垂流的雑談のススメ                                               | 20:00 アルコ&ピース D.C.GARAGE（TBSラジオ）                    |
| 21 | 00 | 21:00 かが屋の鶴の間（中国放送）                                       | 21:00 林哲司&半田健人 昭和音楽堂                               |
| 21 | 30 | 21:30 芸人お試しラジオ「デドコロ」（火曜会）                           | 21:30 今晩は吉永小百合です（TBSラジオ）                        |
| 22 | 00 | 22:00 乃木坂46の「の」（文化放送）                                     | 22:00 インビテーション・トゥ・ジャズ                           |
| 22 | 30 | 22:30 日向坂46の「ひ」（文化放送）                                     | 22:00 インビテーション・トゥ・ジャズ                           |
| 23 | 00 | 23:00 Snow Manの素のまんま（文化放送）                                 | 23:00 編集長 稲垣吾郎（文化放送）                              |
| 23 | 30 | 23:30 SixTONESのオールナイトニッポンサタデースペシャル（ニッポン放送） | 23:30 オキシジェンのラジオスープレックス（山陰放送）           |
| 0  | 00 | 23:30 SixTONESのオールナイトニッポンサタデースペシャル（ニッポン放送） | 0:00 サスペンダーズのモープッシュ!!                            |
| 0  | 30 | 23:30 SixTONESのオールナイトニッポンサタデースペシャル（ニッポン放送） | 0:30 高見沢俊彦のロックばん（TBSラジオ）                       |
| 1  | 00 | 1:00 オードリーのオールナイトニッポン（ニッポン放送）                  | （1:00 - 5:00 放送休止）                                       |
| 2  | 00 | 1:00 オードリーのオールナイトニッポン（ニッポン放送）                  | （1:00 - 5:00 放送休止）                                       |
| 3  | 00 | 3:00 オールナイトニッポン0(ZERO)（ニッポン放送）                       | （1:00 - 5:00 放送休止）                                       |
| 3  | 00 | 週替わり（最終週以外）、ヤーレンズ（最終週）                           | （1:00 - 5:00 放送休止）                                       |
| 4  | 00 |                                                                        | （1:00 - 5:00 放送休止）                                       |

#### 随時放送
- 静岡新聞ニュース（詳細は当該項目を参照）
- 交通情報
- 天気予報

#### 特別番組
ここでは、プロ野球中継及び単発特番を除いて記述する。
- 箱根駅伝実況中継（文化放送より毎年1月2日・3日にネット）
- 天皇盃 全国男子駅伝実況中継（中国放送より毎年1月第3日曜 12:15にネット）

新型コロナウイルスの影響により、2021・2022年は大会が中止された為、未放送。2022年は原晋・増田明美をメインパーソナリティーに据えた代替番組『原晋のふるさとおしゃべり駅伝』を放送。
- ボートレースラジオ実況中継（文化放送よりSG・PGI競走優勝戦開催日にネット[注 21]）
- 山野秀子のちいさなパティオ（中国放送制作 毎年正月、新春スペシャルとしてSBSも含め全国ネットで放送）
- 知識ゼロでも楽しめるアニメガイド『イチオシ』（2020年12月7日、2021年12月12日・BSSラジオ/SBSラジオ） - 2局同時放送
- ゆるキャン△関連特番
  - SBS・YBS共同企画・富士山の日特別番組『ぐるっと富士山 ゆるキャン△の世界』（2021年2月23日・YBSラジオ/SBSラジオ）- 2局同時放送
  - SBS・YBS特別番組『ぐるっと富士山 ゆるキャン△の世界 Part2』（2022年2月23日・YBSラジオ/SBSラジオ）- 2局同時放送
  - 特別番組『ゆるキャン△の世界 Part3』（2023年2月23日） - 過去2回はYBSラジオと2局同時放送だったが、3回目はSBSラジオのみでの放送となった。当日は静岡空港から公開生放送。
- 餃子関連特番
  - おうちで餃子祭り! 栃木・静岡 2021（2021年11日6日・CRTラジオ/SBSラジオ） - 2局同時放送
  - ニッポン餃子サミット2022（2022年9月4日 - CRTラジオ/KBS京都ラジオ/MRTラジオ/SBSラジオ）- 4局で放送（同時放送ではない）

SBSラジオでの放送日の9月4日は、この後16時からSBS制作・TBS系列全国28局フルネットのテレビ番組(伊沢拓司・U字工事・ロッチなど出演)『LOVE餃子 肉汁じゅわ～! 餃子図鑑』も放送。
- - 餃子サミット2024（2024年3月31日 - CRTラジオ/KBS京都ラジオ/MRTラジオ/SBSラジオ） - ４局で放送（前回と同様に同時放送ではない）

今回の放送では、発売即重版の絵本『ぎょうざが いなくなり さがしています』（玉田美知子作・講談社発行）も紹介された。
- 大島麻衣と火あそびの会（2022年3月4日・2022年7月23日）

大島麻衣（元・AKB48）と、お笑い芸人・サスペンダーズが若者の恋愛や性の悩みに寄り添い解決に導く番組。
2022年2月18日午後9時、音声配信アプリ「ラジオトーク」の地上波ラジオ放送をかけたライブ配信で、目標とした5万スコアを達成したために、この日の放送に至った。2022年7月23日には午後8時から第2弾が放送された。
- 桃乃木かなの コレいいのかな?（2023年3月25日・2023年6月25日・2023年9月〇日・2023年12月17日・2024年3月31日）

AV女優（放送当日の静岡新聞の広告では「セクシー女優」と表記）の桃乃木かなが、かねてから本人が望んでいた地上波ラジオ番組。「こんな私でいいんですか…?」そんな背徳感を感じながら堀葵衣（SBSアナウンサー）とクロストークを堪能した。

### 過去に放送した番組（ラジオ）
自社制作番組
帯番組（朝）
- モーニングダイヤル
- おはようワイド
- とれたてラジオ〜One to one〜（2000年4月 - 2009年4月）
- 朝だす!（2009年4月 - 2014年3月）
- 朝番長（2014年4月 - 2015年3月）

帯番組（午前）
- さわやかワイド・青木輝のハッピーTODAY!
- 極太ラジオ・いきYoh!Yoh!（2000年4月 - 2003年3月）
- ほのぼのワイド 中村こずえのsmile for You（2003年3月 - 2017年3月）

帯番組（午後）
- ワイドでバンバン（13:00 - 16:00）
- お昼のチャッキリ大放送 → チャッキリ大放送（1976年4月 - 1986年10月）
- オレンジ通り三丁目（1986年10月 - 1989年9月）
- 上原孝男のオレンジ通り（1989年10月 - 1992年3月）
- 元気爆発!パノラマワイド（1992年4月 - 1996年3月）
- うわさのワイド（1996年4月 - 1999年9月）
- 猛烈昼下がりアッパレ!ハレハレ（1999年10月 - 2007年3月）
- GOGOワイドらぶらじ（2007年4月 - 2017年3月）
- 聴くディラン（2017年3月 - 2020年3月）
- ふくわうち（2020年4月 - 2023年3月）

帯番組（夕方）
- SBSラジオ夕刊
- 夕焼けワイド〜今日も一日お疲れさ～ん〜
- SBS EVENING WAVE（2008年10月 - 2011年3月）
- ゆうCHAN（2011年4月 - 2013年3月）
- You Gatta News〜夕方ニュース（2015年4月 - 2016年3月）

帯番組（夜）
- ぶっちゃけスタジオCutin!
- フリーステーション1.2.0
- ラジカルモンスター（1995年4月 - 1998年3月）
- らじおの王様（1998年4月 - 2003年3月）
  - らじおの王様別荘地
  - らじおの王子様
- オビデ、テキトーナイト!!（2009年10月 - 2010年4月）

月曜日
- がんばれ!!ジュビロ・エスパルス→マンデーサッカースタジアム（1993年 - 2003年3月）
- 鳳楽の懐メロ電話リクエスト
- 鳳楽・上ちゃんの歌謡曲電リクでナイト（2003年 - 2020年3月）
- スポーツ&エンタ MONDAY MONDY（2017年4月 - 2023年3月）

金曜日
- 浜松発!BIG WEST
- ラジオWEST〜寺田繭子のわくわく金曜日〜
- アナらじ（2008年3月 - 2019年9月）

土曜日
- サタデーモーニング
- 井出孝→山口弘三→山田辰美の土曜はごきげん
- 大沼ヒロノブのWAKUWAKU土曜はパラダイス!
- NISSANウィークエンドしずおか
- SBSウィークエンドダイヤル（13:00 - 16:00）
- 藤村有弘→三遊亭鳳楽の東海道それゆけ四時間（1978年10月7日 - 1988年10月1日、13:00 - 17:00）
- NISSAN HOT WAVE 陽介の気分は大の字大放送!（1988年10月 - 1991年3月）

- 土曜ワイド ラジオEAST（1996年4月 - 2003年9月）
- ラジオEAST Youゆ〜サタデー（2003年10月 - 2007年9月）
- 斉木しげるのカフェ・ド・男爵（1999年10月 - 2003年9月）
- 愉快!痛快!阿藤快（2003年10月 - 2009年3月）
- 細川茂樹 SBSで行こう!〜Shigeki Break Saturday〜（2003年10月 - 2013年3月）
- 満開ラジオ樹根爛漫（2010年4月 - 2022年3月）
- サタデー電リク村・び〜ん
- みらくるナイト・フリーステーション1.2.0
- 98パラダイス
- PCレスキュー隊
- Saturday Night program よるらじ（2007年10月 - 2009年4月）
- アフタースクールパラダイス（2006年11月 - 2007年9月）
- テキトーナイト!!（2009年4月 - 2022年3月）

日曜日
- 日曜倶楽部愉快な仲間たち（1990年 - 2002年）
- サンデースペシャル
- SBS歌謡ベストテン[注 22]（1978年4月 - 1997年9月）
- SBS THE BEST30（1997年10月 - 2001年3月）
- @THE MUSIC MARKET（2001年4月 - 2003年3月）
- 流行的音楽番組（2003年4月 - 2005年9月）
- MUSIC TALK SHOP（2004年4月 - 2005年9月）
- MUSIC EXPLORER（2005年10月 - 2006年9月）
- SUNDAY MUSIC JAM（2006年10月 - 2007年9月）
- アゲイン!緒方一英のラジオデイズ（2007年10月 - 2008年12月）
- 國本良博のラジオデイズ（2009年1月 - 2010年4月）
- おぎやはぎの恋の3丁目（2003年4月 - 2004年3月）
- 西條キロクの部屋
- SBSビッグナイターすぽらじサンデー（2008年4月 - 2008年9月）

その他
- リビングレーダー
- 明け行く農村
- こんにちはSBSです
- ホットライン1400
- 中村こずえのfeel so good!（2017年4月 - 2020年3月）
- Twenty minutes
- オレンチェの伊豆へレッツゴー!（2007年1月 - 2008年6月）
- オレンチェの静岡だーい好き!!（2008年7月 - 2008年12月）
- 澤木久雄のしずおかビジネスダイヤリー（1988年10月 - 2008年9月）
- 今村政司の歌の花かご
- G1（グレードワン）（2001年10月 - 2008年9月）
- あなたも挑戦! スポーツ吹矢（2008年7月 - 2008年9月）
- Kojiのマイ・ジュークボックス
- 丸井出会いのサテライト
- ナウナウはままつ鍛冶町からこんにちは
- ナウナウぬまづハーイ!アップルプラザ
- SBSベストヒットライブラリー
- 歌謡道場 本音で勝負
- スクリーンファンタジー→律子のスクリーンアルバム
- らじおらんど
- サンデー電話リクエスト
- 団しん也の日曜はこれから
- やっちんリカのハプニングサンデー
- 小朝と真由美の落書き横丁
- 石川味知子の味な話→石川味知子のあなたと語る食の原風景（ - 2018年6月）
- 高森有紀のあなたとティータイム（2007年4月 - 2010年4月）
- コンマイチパー（2008年5月 - 2009年10月）
- くまきりあさ美のハッピーCome On!（2009年11月 - 2010年9月）
- クマのち晴れ。（2010年10月 - 2012年9月）
- 宮沢ミシェルのスポーツナビ（2003年4月 - 2007年3月）
- こんにちは午後3時です
- 音楽の散歩道
- 鈴木通代のメロディー茶房
- 本の世界へようこそ
- 旅のカリスマ原勝政の人生ゲーム（2010年2月 - 2010年4月）
- 大切なあなたへ〜Message for You〜（2006年 - 2013年1月 - 3月）
- 気分上々スポーツナイト（2009年4月 - 2009年10月）
- 松永直子→小嶋健太のDo!ng Sports
- 小嶋健太のLesson1
- 今日と明日の間
- ゼロアワー・ナイトコール
- ミュージック・イン・シズオカ
- ヤンヤン・プロ
- シャナナしずおか
- 1400電リクナイター
- 1400電リクアワー
- フリーステーションHi-ho!（2011年4月 - 2012年6月）
- はばたけヤングアワー
- クンちゃんのトークカプセル
- クンちゃんのなんでもナイト
- ニョミとミユキのペパーミントタイム
- 東京もんすーん
- 茶畑るりのX+C〜（エクスタシ〜）!!
- 幻のBAR樹根の館→樹根の館
- SBS1404.com （パーソナリティー：橋本奈都江）
- キッズ・サタデーナイト倶楽部
- 今夜もSODA!パステルミュージアム
- 今夜もPON！と肩貸すよ
- パソコンアタッククラブ
- 古庄サニーサイドキャンパス→古庄ミッドナイトキャンパス
- 夜をぶっ飛ばせ
- ラジオだもんで
- 幸せの選択（パーソナリティー：鉄崎幹人）
- 志村なるみのABCコンシェルジュ
- おかちゃんのONE! MAN!（2012年10月 - 2015年3月）
- しずモテGirl's labo
- やしろ優のBelieve Myself
- ドS。TALK
- 超ドS。TALK
- 高田とも子ワンダフルサンデー（メインパーソナリティの高田とも子が静岡市長選挙に立候補したため終了）
- 週刊!静岡よしもと
- 荒木麻里子→内山絵里加のMUSIC DIVE
- 玉城ちはるの愛されたいの（2014年1月 - 2016年12月）
- 岡村久則のSmash Hit!（2017年10月 - 2018年3月）
- ＃椎木里佳パイセンの放課後ラジオ（2017年1月 - 2018年9月）
- なつき&もえかのRanking Paradise（2015年10月 - 2018年9月）
- ユズリンの音楽日記（ - 2019年3月）
- MUSＩC CROSSOVER（第1期）（2018年10月 - 2019年3月）
- JK・JC聴いちゃうカンジ（ - 2020年3月）
- ちゅ～りっぷの明日もガンバレSO!
- RiOの踊る♪ウィークエンド（2017年10月 - 2020年12月）
- バビンコイ・タイムズ（2019年4月 - 2021年3月）
- CRaNE☆ミュージックシャワー（2011年10月 - 2021年9月）
- すっとんしずおか昔話（1989年10月 - 2022年3月）
- まだ帰りたくない大人たちへ チョコレートナナナナイト!（2019年4月 - 2022年3月）
- MUSIC CROSSOVER（第2期）（ - 2023年4月）

## テレビ

### テレビネットワークの移り変わり
- 1958年（昭和33年）11月1日 テレビ放送開始。日本テレビ・ラジオ東京テレビ（現・TBSテレビ）とネットを組む。
- 1959年（昭和34年）
  - 3月1日 日本教育テレビ（NETテレビ、現・テレビ朝日）・この日開局のフジテレビともネットを組む。
  - 8月1日 ニュースネットワークJNNに加盟。ニュースはラジオ東京テレビのフルネット、それ以外はフリーネットとなる。
- 1967年（昭和42年）6月 民教協発足と同時に加盟。
- 1968年（昭和43年）12月24日 テレビ静岡の開局によりフジテレビの大半の番組と日本テレビ・NETテレビの一部番組が移行。
- 1969年（昭和44年）4月1日 提供スポンサーの松下電器産業（現：パナソニック）の意向により編成に残った『ズバリ!当てましょう』を除きフジテレビの番組がテレビ静岡に移行。
- 1972年（昭和47年）4月1日 この日フジテレビ系列の番組が再放送などのごく一部の例外的な番販購入番組を除き、姿を消す。
- 1975年（昭和50年）3月31日 腸捻転解消により準キー局が朝日放送から毎日放送に変更。関西発のネット番組が毎日放送に統一される。
- 1978年（昭和53年）
  - 7月1日 静岡けんみんテレビ（現・静岡朝日テレビ）の開局によりテレビ静岡開局後も放送されていた日本テレビ・テレビ朝日の番組が移行。
  - 10月1日 『モーニングショー』・『アフタヌーンショー』などのテレビ朝日制作の生番組が静岡けんみんテレビに移行。生番組がTBSテレビ制作に統一。
- 1979年（昭和54年）7月1日 静岡第一テレビ開局により最後まで残っていた日本テレビ・テレビ朝日（※）の番組の大部分が移行、10月番組改編で完全移行し消滅。TBSテレビのフルネット局となる（※ 民教協及び一部外部プロダクション制作番組は除く）。

### テレビチャンネル

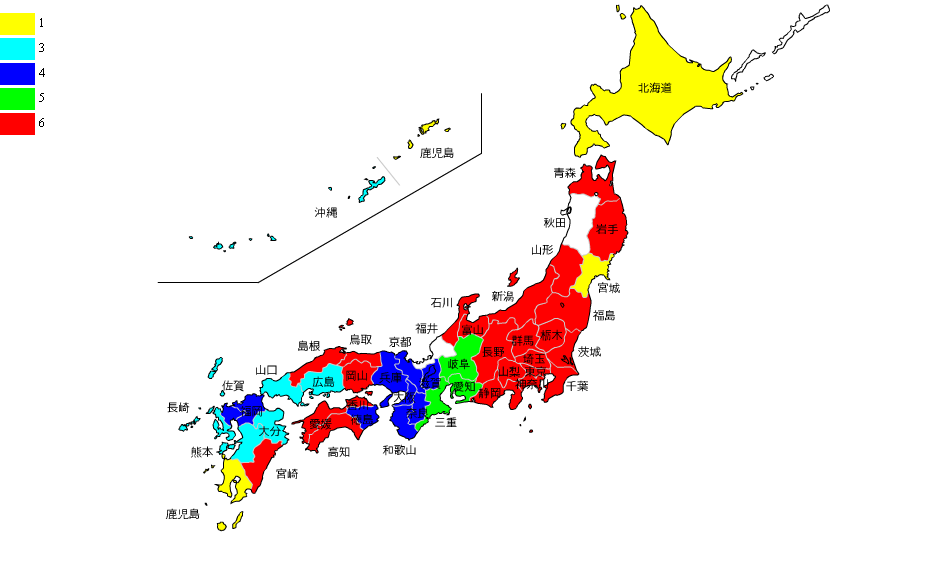
JNN系列のリモコンキーID地図

#### デジタル放送
- 送信所：静岡 物理チャンネル15ch
- 呼出名称：しずおかほうそうデジタルテレビジョン
- コールサイン：JOVR-DTV
- リモコンキーID：6
- 3桁：061、062、063、268（Gガイド）、661（ワンセグ用）。

#### リモコンキーIDについて
リモコンキーIDは6で人口250万人を上回る道府県に本社を有するJNN系列局で唯一6を採用した放送局である。また、リモコンキーIDを6に採用したJNN系列局ではTBSに次ぐ視聴人口をもつ。

#### 中継局
中部（静岡市、志太・榛原）
玉川 21ch
清沢 21ch
井川 21ch
静岡大原 24ch
藤枝 21ch
藤枝葉梨 27ch
藤枝堀之内 27ch
岡部 27ch（垂直偏波）
島田 15ch
島田伊太 47ch
川根 29ch
中川根 24ch
中川根徳山 30ch
本川根 48ch
相良 41ch（垂直偏波）
西部（中東遠、浜松市・湖西市）
浜松 21ch
三ヶ日 40ch
佐久間 21ch
東佐久間 47ch
天竜横山 15ch
天竜船明 15ch
水窪 47ch
秋葉 15ch
春野 41ch
南春野 51ch
龍山 35ch
湖西 35ch
森 15ch
掛川家代 37ch
小笠 21ch
袋井 40ch
三ヶ日都筑 41ch
東部（駿東・富士・三島・沼津）
富士宮 21ch
富士川 28ch
芝川柚野 28ch（垂直偏波）
芝川内房 28ch
白糸 28ch（垂直偏波）
十里木 39ch
御殿場 15ch
小山須走 51ch
三島 21ch
伊豆（田方・熱海・伊東・賀茂）
伊豆長岡 15ch
修善寺 37ch
湯ヶ島矢熊 45ch
湯ヶ島大滝 45ch
中伊豆 28ch（垂直偏波）
中伊豆地蔵堂 46ch（垂直偏波）
中伊豆姫之湯 37ch（垂直偏波）
熱海 15ch
熱海網代 39ch
伊東宇佐美 38ch（垂直偏波）
伊東小室山 32ch
東伊豆 38ch
河津 39ch
下田 15ch
下田稲梓 15ch
下賀茂 39ch
伊豆東海岸 15ch（域外中継局）

#### アナログ放送のチャンネル
2011年7月24日運用終了時点
静岡市
静岡 JOVR-TV 11ch
呼出名称 しずおかほうそうテレビジョン
静岡賤機 46ch
静岡瀬名 54ch
静岡麻機 55ch
静岡羽鳥 56ch（垂直偏波）
玉川 6ch
清沢 41ch
井川 6ch
静岡大原 55ch
静岡籠上 45ch
静岡丸子 57ch（垂直偏波）
清水興津 46ch
清水小島 6ch
志太・榛原
焼津 41ch
藤枝 40ch
藤枝葉梨 49ch
藤枝堀之内 30ch
岡部 56ch（垂直偏波）
島田 62ch
島田伊太 41ch
川根テレビ中継局 12ch（垂直偏波）
中川根 32ch
中川根徳山 11ch（垂直偏波）
本川根 5ch（垂直偏波）
川根本町上村 59ch
相良 38ch（垂直偏波）
中東遠
浜岡 41ch
菊川 38ch
小笠 47ch
掛川桜木 41ch
森 40ch
磐田見付 45ch
浜松市・湖西市
浜松 6ch
浜松古人見 42ch
三ヶ日 41ch
佐久間 51ch
東佐久間 11ch
佐久間矢島 44ch
天竜 40ch
天竜横山 54ch
天竜船明 41ch
天竜阿蔵 59ch
水窪 42ch
水窪西浦 42ch
秋葉 55ch
春野 5ch
南春野 11ch
龍山 36ch
駿東・富士
富士宮 41ch
富士岩本 45ch
富士川 58ch
富士宮 12ch（垂直偏波）
芝川柚野 55ch（垂直偏波）
芝川内房 50ch
白糸 43ch（垂直偏波）
御殿場 45ch
小山 62ch
三島 55ch
伊豆
函南畑毛 32ch（垂直偏波）
伊豆長岡 62ch
修善寺 46ch
伊豆茅野 62ch
伊豆天城湯ヶ島 36ch
中伊豆 32ch（垂直偏波）
伊豆船原 55ch（垂直偏波）
伊豆小土肥 47ch
熱海 45ch
東伊豆 55ch
河津 38ch
下田 61ch
下田稲梓 27ch・39ch
下賀茂 47ch

### 現在放送中の番組（テレビ）
※2025年8月現在。
[字幕]は字幕放送（文字多重放送）対応番組

#### 自社制作番組（テレビ）
- LIVEしずおか（月曜 - 金曜 18:15 - 19:00）
- SBSミッドナイトミュージック（「クロージング」放送前、放送点検時は休止）
  - 「Kusa Gusa」フィラー[注 26]、2025年2月 - 7月末まではクロージング後に放送。
- 静岡発そこ知り（[字幕] 水曜 19:00 - 19:56）[注 27]
- Soleいいね!（火曜 - 木曜 10:25 - 11:20・金曜 10:25 - 11:15）
  - お買いものいいね!（火曜 9:55 - 10:20）
- 常葉・限界の先へ Beyond the limits（水曜 22:57 - 23:00）
- ヨエロスン尋～全力お尋ねバラエティー～（土曜 0:43 - 1:13〈金曜深夜〉、再放送：火曜 1:30 - 2:00〈月曜深夜〉）
- しず推し!（土曜 9:25 - 9:30）
- いいジャン!しずおか（月1回以上 不定期放送）
- みなスポ（土曜 16:30 - 17:30）
  - Jリーグジュビロ磐田・清水エスパルスホームゲーム中継（スカイパーフェクTV!でのジュビロ磐田のホームゲーム中継も制作している）
  - テレビ静岡が清水エスパルスの筆頭株主だったことから清水を重視しているのに対して、静岡放送はジュビロ磐田を重視する姿勢を取っている。
- ギャルと博士のエネルギー研究所（日曜 11:24 - 11:30、中部電力一社提供）
- 元気! しずおか人（日曜 11:40 - 11:45、静岡銀行一社提供）

#### ネット番組
深夜帯に放送されるアニメ番組はアニメ6区（スーパーアニメ6区）を参照
JNNネット受け番組
※主にローカルセールス枠の番組を記述。
※太字は同時ネット。
TBSテレビ制作番組
- THE TIME'（月曜 - 金曜 5:00 - 5:20）※5時台のみネット。
- Nスタ（[字幕] 月曜 - 金曜 15:49 - 18:15、JNN枠は17:50 - 18:15）
- ドラマストリーム・三人夫婦（[字幕] 火曜 0:51 - 1:24〈月曜深夜〉）
- 王様のブランチ・第1部（[字幕] 土曜 9:30 - 11:45）
- 有吉ジャポンII ジロジロ有吉（[字幕] 日曜 0:58 - 1:28〈土曜深夜〉）
- 世界くらべてみたら（不定期放送、稀に『静岡発そこ知り』が休止時等に同時ネットされる）
- バース・デイ（不定期放送）
- 週刊さんまとマツコ（[字幕] 不定期放送）

毎日放送（MBS）制作番組
- よしもと新喜劇（[字幕] 火曜 1:24 - 2:24〈月曜深夜〉）
- かまいたちの知らんけど（[字幕] 水曜 23:56 - 翌0:55）
- 住人十色（[字幕] 日曜 6:15 - 6:45）
- 所さんお届けモノです!（[字幕] 再放送：金曜 9:55 - 10:25、本放送：土曜 7:30 - 7:59）

CBCテレビ制作番組
- キユーピー3分クッキング（[字幕] CBC制作版・月 - 金曜 11:20 - 11:30、土曜 12:00 - 12:10）
- ゴゴスマ -GO GO!Smile!-（月曜 - 金曜 13:55 - 15:49）
- 歩道・車道バラエティ 道との遭遇（[字幕] 火曜 23:56 - 0:26）
- 地名しりとり 旅人ながつの挑戦（不定期放送）

BS-TBS制作番組
- 美しい日本に出会う旅（不定期放送、主に静岡県の特集した回を放送、「SBSウィークエンドスペシャル」・「SBSサンデースペシャル」で放送）

JNN各局制作番組
- ジンギス談!（北海道放送（HBC）制作、日曜 0:28 - 0:58〈土曜深夜〉）
- あぐり王国北海道NEXT（北海道放送（HBC）制作、日曜 5:15 - 5:45）
- レンタルクロちゃん（中国放送（RCC）制作、日曜 1:28 - 1:43〈土曜深夜〉）
- ひな壇団（中国放送（RCC）製作、木曜 0:58 - 2:00）
- 華丸の「先生!染まりんしゃったね…。」（RKB毎日放送制作、土曜 1:23 - 1:55〈金曜深夜〉）
- 映像列島・Jコレクション（静岡放送をはじめとするJNN系列局SBC 信越放送・MRO 北陸放送・RSK山陽放送・MBC 南日本放送の計5局が制作したドキュメンタリー番組を放送、月曜1:45 - 〈日曜深夜〉※休止週あり）

テレビ東京系列番組
製作局の表記がない番組はテレビ東京製作。
- あちこちオードリー（月曜 23:56 - 翌0:49）
- あのちゃんの電電電波♪（水曜 0:28 - 0:58〈火曜深夜））
- 有田哲平とコスられない街（金曜 0:56 - 1:30〈木曜深夜〉）
- クリニックニッポン（[字幕] 金曜 11:15 - 11:20）
- ポケットモンスター（2023）（土曜 6:00 - 6:30）
- となりのスゴイ家（土曜 6:30 - 7:25、BSテレ東制作）
- 出没!アド街ック天国（土曜 12:10 - 13:05・再放送：月曜 9:55 - 10:50）
- 所さんの学校では教えてくれないそこんトコロ!（土曜 13:05 - 14:00）
- 美の巨人たち（不定期放送、『日本のチカラ』休止時の穴埋めとして放送）
- 東建ホームメイトカップ（毎年4月、決勝ラウンドを深夜に録画中継）

民教協制作
- 日本のチカラ（[字幕] 日曜 5:45 - 6:15）

その他
製作局表記がないのは製作会社・制作局不明番組。
- ココホリケンケン（月曜 10:50 - 11:20、tvk テレビ神奈川制作）
- ダイアンのガチで!ごめんやす（水曜 0:58 - 1:30〈火曜深夜〉、群馬テレビ制作）
- 鬼奴&rgの歌謡スナック想ひ出（現在は再放送、金曜 1:30 - 2:00〈木曜深夜〉、ヒューマックスコミュニケーションズ・吉本興業製作）
- ロケハン行ってきました。（土曜 5:45 - 6:00、BS12トゥエルビ（TwellV）制作）
- Music B.B. Japan（土曜 1:55 - 2:28〈金曜深夜〉、日音製作）
- シークレット キャッチ!ティニピン（シーズン3、土曜 2:28 - 2:43〈金曜深夜〉、日本ではキッズステーション他で放送）

### 過去に放送した番組（テレビ）
自社制作番組
- ふるさと紀行
- ハレハレスタジオ
- 親子ピッタリゲーム
- SBSチャンネル → SBSホームショー
- アップルプラザでヤァ!
- 夕やけかわら版
- デートしようよ
- Get!ちゅ → Got!ちゃ@
- からぁず
- のろしWOあげろ
- だもんで
- 神モテ女子
- しずモテStyle
- 東海道・食の職人〈野路毅彦、橋本奈都江〉
- おーい!トムソーヤ
- 3才っ子（テレビ静岡と交互に制作）
- 子育てほっと・ぽけっと
- とっとき情報925
- とっとき情報700
- ちょっとブレイク
- 園芸花ごよみ
- ふるさとの風景
- 奥様なるほど便利帳
- DONDON土よう日
- ふるさと伊豆半島誌（1987年 - 1990年）
- みちブラっ!静岡十八番（2006年 - 2011年）
- 磯田道史の目からウロコの新事実! 郷土のHERO家康
- パンパカパンツおNEW!（2015年4月 - 10月）
- パンパカパンツWおNEW!（2016年4月 - 10月）
- パンパカパンツおNEWさん!（2017年4月 - 9月）
- とく報!4時ら（2004年 - 2009年）
- 朝一番!SBSニュースワイド（1985年 - 1989年）
- SBSテレビ夕刊（1971年 - 2009年）
- SBSイブニングeye→イブアイしずおか（2009年3月 - 2019年9月）
- ORANGE（2019年9月 - 2022年4月）
- 気になるニュース最終便〈初代：水野涼子、二代目：橋本奈都江〉
- SBS土曜MESSE
- SBSテレビ夕刊Report2000
- SBS土曜スコープ（2001年 - 2007年）
- SBS土曜夕刊 スポーツ&ニュース（2007年 - 2008年）
- SBSサンデースポーツ（のちにSBSサンデースタジアム）〈伊藤圭介、大石岳志、橋本奈都江〉
- 伊豆下田・夏の風景 〜夏色キセキの舞台をめぐる〜（2012年7月15日、下田市を舞台にしたMBS製作アニメ『夏色キセキ』関連特番）
- SBSドラマリクエスト THE多数決→6チャンドラマリピート（2020年7月 - 2021年2月、2021年4月 - 6月）
- SBS夜の映画劇場（1970 - 1980年代頃 - 2022年3月、月曜 - 土曜深夜→金曜深夜）※2022年4月以降も不定期深夜に映画が放送の場合この番組タイトルが使用される。
- 超ドSナイト
  - 紅の観乱車
  - ケオラカoh!
  - 大人さがし
  - 超ドSナイトの夜
  - アイドルBINBINGO!
  - JOYののぞき穴
  - 超ドSフェスタしずおかへの道|四二〇〇八五五
  - ヨエロスン～とことんお尋ネ申す～（2017年1月 - 2019年3月）
  - ヨエロスンE～私とゲームしませんか～（2019年5月 - 2022年3月）
- 笑顔で繁盛!すゑひろがりずのまいるまいる（2021年3月29日から2022年4月1日まで放送されていた『ORANGE』のワンコーナーを独立。全5回 2022年4月30日 - 6月25日、土曜夕方に自社制作番組立ち上げに伴い終了。）
- しずおか びっくりTV（2022年7月 - 2023年9月）
- 五郎丸歩が学ぶ〜ビジネスの流儀〜（開局70周年記念番組、2022年4月 - 2023年3月、再放送は2023年6月25日まで深夜帯に行われていた）
- 冠ザコシの冠冠大冠
- 上質な休日の過ごし方（ - 2025年3月、5分番組）

#### 過去のネット番組
テレビ静岡開局まで放送されていたフジテレビ系列の番組
- ズバリ!当てましょう
  - 『ズバリ!当てましょう』はテレビ静岡開局後も第一期最終回の1972年2月12日まで静岡放送で放送され続けた。翌週から引き続き『クイズの王様』〈フジテレビ系列〉が開始されたが、この番組は1972年4月の改編でテレビ静岡に移行した。これによりフジテレビ系列の番組のテレビ静岡への完全移行がテレビ静岡開局3年後の1972年3月31日に完了した。

- スター千一夜
- ライオン奥様劇場
- 三匹の侍
- ジャングル大帝（第1作、2作ともフジテレビから1時間前倒しで先行ネット）
- 仮面の忍者 赤影（1967年度のドラマ版を放映、フジテレビから1時間前倒しで先行ネット）
- 銭形平次（大川橋蔵主演。モノクロ時代のみ）
- 鉄腕アトム（モノクロ版）
- 鉄人28号（モノクロ版）
- ハリスの旋風
- 忍者部隊月光→遊星少年パピィ→遊星仮面→ロボタン（第1作）→赤かて!白かて!（途中まで）
- 若者たち

静岡けんみんテレビ（現：静岡朝日テレビ）開局まで放送されていたテレビ朝日系列の番組
- モーニングショー（SKT開局後も1978年9月29日まで放送）
- アフタヌーンショー
- 八木治郎ショー（MBS制作、腸捻転解消後も放送）
- がっちり買いまショウ（MBS制作、腸捻転解消後も放送）
- 欽ちゃんのどこまでやるの!?
- 新婚さんいらっしゃい!（ABC制作、腸捻転解消前から放送。1979年4月第2週にSKTに移行）
- 愉快に生きよう（NBN制作、土曜 10:15 - 10:30、1978年9月までネット。同年10月1日放送分よりSKTへ移行）
- 必殺シリーズ（ABC制作、腸捻転解消前から放送。1979年4月第1週にSKTに移行）
- ワールドプロレスリング（SKT開局後も1978年9月まで放送。それまでSKTは金曜20:00枠を『ザ★ゴリラ7』など過去のドラマの再放送で穴埋め）
- あまから問答
- 人造人間キカイダー（全話放送せず途中で打ち切り）
- イナズマン（次回作『イナズマンF』は未放映）
- スーパー戦隊シリーズ（秘密戦隊ゴレンジャーとジャッカー電撃隊まで。バトルフィーバーJからSKTに移行。）
- 闘将ダイモス
- 月曜19時台前半アニメ枠
  - 海賊王子→魔法使いサリー（第1作）→ひみつのアッコちゃん（第1作）→魔法のマコちゃん→さるとびエッちゃん→魔法使いチャッピー→バビル2世→ミラクル少女リミットちゃん（本放送終了後、1978年4月から5月にかけて、「おはよう子供劇場」（平日 6:25 - 6:55）枠での再放送も行われた）→魔女っ子メグちゃん（本放送終了後の1978年5月から9月にかけて、「おはよう子供劇場」枠での再放送も行われた）

- デビルマン
- ミクロイドS（本放送終了後、SKTにて再放送）
- もーれつア太郎（第1作）
- 一休さん（木曜 19:00 - 19:30、SKT開局後も1978年9月まで放送）
- 超電磁ロボ コン・バトラーV→超電磁マシーン ボルテスV→闘将ダイモス（土曜 17:30 - 18:00→木曜 17:30 - 18:00、SKT開局後も『ダイモス』最終回まで放送）
- 勇者ライディーン→マシンハヤブサ
- キャンディ・キャンディ（火曜 17:30 - 18:00、SKT開局後も1978年9月まで放送）
- マグネロボ ガ・キーン（土曜 6:20 - 6:50、1年遅れ）
- 氷河戦士ガイスラッガー
- 世なおし奉行
- 地獄の辰捕物控
- 火曜21時時代劇（2局時代は日曜22時30分に5日遅れで放送）
  - 鬼平犯科帳（NET版第1シリーズ。日曜夕方に遅れて放送）→大忠臣蔵（この作品のみ土曜23時に4日遅れで放送）→荒野の素浪人→荒野の用心棒→破れ傘刀舟悪人狩り→破れ奉行→江戸の鷹 御用部屋犯科帖

- 水曜21時時代劇
  - 日本剣客伝→新・日本剣客伝→日本任侠伝→燃えよ剣→宮本武蔵→軍兵衛目安箱→半七捕物帳（平幹二朗主演）→さすらいの狼→長谷川伸シリーズ→新書太閤記→女・その愛のシリーズ→右門捕物帖→鬼平犯科帳（丹波哲郎主演）→徳川三国志→人魚亭異聞 無法街の素浪人

- 俺は用心棒→待っていた用心棒
- 旅がらすくれないお仙
- 緋剣流れ星お蘭
- 遠山の金さん捕物帳（本放送終了後の再放送はテレビ静岡で実施）
- さむらい飛脚
- 人形佐七捕物帳
- ターゲットメン
- 男一番!タメゴロー
- 遠山の金さん（杉良太郎主演パート1のみ）
- 素浪人 月影兵庫（近衛十四郎主演）→素浪人 花山大吉
- 特別機動捜査隊（1970年7月よりテレビ静岡に移行）
- ポーラ名作劇場
- ナショナルゴールデン劇場
- 明色お笑いゲーム合戦
- 川崎敬三の料理ジョッキー
- 世界あの店この店
- ナショナルキッド→少年ケニヤ
- 水曜スペシャル（一部作品を時差ネット）
- 浮浪雲（渡哲也版、1979年1月から2月にかけて平日16時台に集中放送）（1990年のビートたけし版も放送）
- 吉宗評判記 暴れん坊将軍（1979年2月6日に1年ほどの遅れネットで放送開始。1979年7月にSKTへ移行するまでの間、平日16時台に集中放送）

静岡第一テレビ開局まで放送されていた日本テレビ系列の番組（※は静岡けんみんテレビ開局まで）
- 巨人の星（よみうりテレビ制作、第1 - 2作を放映、第3作は静岡けんみんテレビ（後に静岡第一テレビ）にて放映、なお第2作は静岡けんみんテレビ開局後も最後まで放映された）
- タイガーマスク（よみうりテレビ制作）
- 黄金バット（よみうりテレビ制作）（1967年12月30日までは同時ネット（土曜19時）、1968年1月13日からは7日遅れネット(土曜18時））
- 天才バカボン（よみうりテレビ制作）
- 新オバケのQ太郎
- 全日本歌謡選手権（よみうりテレビ制作、時差ネット）
- お笑いマンガ道場（中京テレビ制作、その後テレビ静岡→静岡けんみんテレビ→静岡第一テレビの県内全民放局に移行）
- びっくり日本新記録（よみうりテレビ制作、時差ネット）※
- すばらしい世界旅行※
- 太陽にほえろ!（極初期はキー局同時ネット、1973年7月以降は日曜午後に時差ネット）
- カックラキン大放送!!（土曜 17:30 - 18:00の時差ネット、静岡第一テレビ開局後も10月改編まで継続。静岡第一テレビは『全日本プロレス中継』で穴埋め）
- 遠くへ行きたい（よみうりテレビ制作）
- 笑点（静岡第一テレビ開局直前の3か月前に静岡けんみんテレビに移行）
- スター誕生!（1977年3月までは同時ネット。1977年4月 - 1979年6月は遅れネット）
- 健康増進時代（日本医師会提供）
- 土曜グランド劇場（時差ネット）
- NTVザ・ヒット! ピンク百発百中（土曜 17:00 - 17:30、最終回まで放送）
- 全国高等学校サッカー選手権大会（静岡第一テレビ開局後も全国大会は1982年度まで、静岡県大会は1996年度まで放送。現在でもラジオでは、静岡県大会決勝と全国大会の地元校出場試合を中継）
- 超人バロム・1（よみうりテレビ制作）
- あなた出番です!→ドリフターズ大作戦→赤き血のイレブン（この間全て同時ネット）
- ファイヤーマン
- スーパーロボット レッドバロン
- スーパーロボット マッハバロン
- 少年探偵団 (BD7)
- 100万年地球の旅 バンダーブック（『24時間テレビ』枠内のアニメだが、静岡けんみんテレビがテレビ朝日とのクロスネットだった関係で放送できなかったため。但し、55分の短縮版での放送だった）
- コッキーポップ（静岡第一テレビ開局後もしばらくの間は番組スポンサーであるヤマハ側の意向により引き続き放送。途中で静岡第一テレビへ移行して最終回まで放送。ラジオでも放送）
- 細うで繁盛記（よみうりテレビ制作）
- 子連れ狼（萬屋錦之介主演）
- 大都会（パート1、パート2）
- 日産スター劇場
- レ・ガールズ→どんとこい、天才!（両番組とも同時ネット）
- ハッチャキ!!マチャアキ（1972年3月まで同時ネット、その後未ネット）
- シャープ・スターアクション（静岡けんみんテレビ開局後も1978年9月まで放送）
- ご両人登場（金曜 22:30 - 23:00）
- 家なき子（1977年度のアニメ版、静岡けんみんテレビ開局後も最後まで放送。1994年の実写版ドラマは静岡第一テレビで放送。）
- ナイター中継（日曜日、火曜日、水曜日、木曜日、土曜日でネットしていた期間がある）
- 快傑ハリマオ→恐怖のミイラ（同時ネット）
- 木曜スペシャル（一部作品を時差ネット）
- そっくりショー（よみうりテレビ制作）
- シャープクライマックス 人生はドラマだ（同時ネット）
- 多数決バンザイ!テレカルチョ25→多数決クイズ テレカルチョ25（日曜 15:45 - 16:15、3日遅れのスポンサードネット）

テレビ東京系列番組
- ドン・チャック物語（1978年頃に月曜 - 金曜 17:00 - 17:30に放送）
- プレイガール（月曜 22:00 - 23:00）
- 独占!男の時間（土曜 24:10 - 25:05）
- 愛の貧乏脱出大作戦
- とっとこハム太郎
- NARUTO
- NARUTO -ナルト- 疾風伝
- ソニックX
- クイズ地球まるかじり
- クイズ赤恥青恥
- ハロー!モーニング。
- 元祖!でぶや
- 新説!?日本ミステリー
- 決着!歴史ミステリー
- ザ・逆流リサーチャーズ
- 逆流!シラベルトラベル
- 主治医が見つかる診療所（第1期）（途中打ち切り、静岡第一テレビへ移行されたがそちらでも途中打ち切り）
- きらきらアフロ→きらきらアフロTM（途中打ち切り、番組自体は継続中）
- マスカットナイト→マスカットナイト・フィーバー!!!（途中打ち切り）
- チマタの噺（途中打ち切り）
- そろそろにちようチャップリン（途中打ち切り、番組自体は継続中）
- ゴッドタン（途中打ち切り、番組自体は継続中）
- 有吉ぃぃeeeee!そうだ!今からお前んチでゲームしない?（2025年6月で途中打ち切り、番組自体は継続中）
- おしゃべりオジサンとヤバイ女
- 綾小路きみまろの人生ひまつぶし（途中打ち切り）
- きらりん☆レボリューション
- 極上!!めちゃモテ委員長シリーズ
- 爆丸バトルブローラーズ ニューヴェストロイア（続編の『爆丸バトルブローラーズ ガンダリアンインベーダーズ』は静岡朝日テレビで放送）
- しまじろうのわお!（途中打ち切り、番組自体は継続中、テレビせとうち制作）
- 和風総本家→二代目 和風総本家（テレビ大阪制作）
- 新・美の巨人たち（途中打ち切りだがその後も「日本のチカラ」の穴埋めとして放送）
- 奥さまは外国人
- 日経スペシャル ガイアの夜明け（途中打ち切り、後に静岡第一テレビ→静岡朝日テレビ→テレビ静岡の全ての在静民放でも放送されたが全て打ち切り）
- 日経スペシャル カンブリア宮殿（途中打ち切り）
- いい旅・夢気分（後に静岡第一テレビで放送）
- 月曜プレミア!
- ワールドサッカー（三菱ダイヤモンド・サッカーを改題して放送）
- 所さん&おすぎの偉大なるトホホ人物伝
- 釣り・ロマンを求めて（テレビ静岡から移行）
- THE フィッシング（2021年9月打ち切り、テレビ大阪制作）
- Deep Love〜アユの物語〜
- 影武者徳川家康
- 永遠の0
- 日経ドラマスペシャル 琥珀の夢
- ドラマ24
  - モテキ、勇者ヨシヒコと魔王の城、勇者ヨシヒコと悪霊の鍵、みんな! エスパーだよ!、下北沢ダイハード、40万キロかなたの恋（『不便な便利屋』は静岡第一テレビで放送）

- ドラマプレミア10
  - アノニマス〜警視庁“指殺人”対策室〜（『共演NG』は静岡朝日テレビで放送）

- ドラマプレミア23
  - 珈琲いかがでしょう、シェフは名探偵、うきわー友達以上 不倫未満－、じゃない方の彼女

- ドラマパラビ
  - 来世ではちゃんとしますシリーズ

- 最上の命医2016・最上の命医2017・最上の命医2019（2011年テレビドラマシリーズは県内未放送）
- 鈴木先生
- 逃亡者おりん2（『逃亡者おりん』は県内未放送）
- 孤独のグルメシリーズ
- ゆるキャン△(テレビドラマ版)
- きのう何食べた?シリーズ（Season1は2021年夏に再放送あり、Season2は未放送）
- バイプレイヤーズ
- サ道シリーズ
- 畑のうた
- ポケットに冒険をつめこんで(ポケつめ)
- 闘え!ドラゴン
- スパイダーマン（東映TVシリーズ）
- 快傑ズバット
- スーパードール★リカちゃん
- ダッシュ!四駆郎
- ドンキーコング
- 機動戦艦ナデシコ
- 少女革命ウテナ
- 吸血姫美夕
- 快傑蒸気探偵団
- サイレントメビウス
- ブギーポップは笑わない
- 幻想魔伝 最遊記
- MAZE☆爆熱時空
- ガサラキ
- おそ松さん（1期 - 3期）
- 深夜!天才バカボン
- けものフレンズ シリーズ
- 弱虫ペダル（1期・2期のみの放送）
- 長縄まりあ×赤尾ひかるのウチワアソビ（BSテレ東制作）
- クエス・ファイブ
- まいっちんぐマチコ先生
- 未来ロボ ダルタニアス
- 宇宙大帝ゴッドシグマ
- 百獣王ゴライオン
- 機甲艦隊ダイラガーXV
- 光速電神アルベガス
- 宇宙戦士バルディオス
- J9シリーズ
  - 銀河旋風ブライガー
  - 銀河烈風バクシンガー
  - 銀河疾風サスライガー

- 大江戸捜査網
- 斬り捨て御免!
- 激突スターボウリング
- 小松原三夫のゴルフ道場

UHFアニメほか
- アニメ浪曲紀行 清水次郎長伝（毎日放送幹事）
- To Heart
- BASARA
- 下級生
- 勇者になれなかった俺はしぶしぶ就職を決意しました。
- 攻殻機動隊ARISE
- ガールズ&パンツァー
- ハルチカ〜ハルタとチカは青春する〜

ラブライブシリーズ（ラブライブ!スーパースター!!シリーズはNHK Eテレで放送）
- ラブライブ!（後にNHK Eテレ・静岡で再放送）
- ラブライブ!サンシャイン!!
- ラブライブ!虹ヶ咲学園スクールアイドル同好会（第2期のみ放送、第1期は静岡朝日テレビで放送）
- 幻日のヨハネ -SUNSHINE in the MIRROR-（「ラブライブ!サンシャイン!!」のスピンオフ作品）
- あまんちゅ!（TOKYO MX製作委員会参加）
- ガヴリールドロップアウト
- 鬼滅の刃（第1期のみ、テレビ静岡で2020年10月期・2021年9月期に再放送し第2期以降はテレビ静岡で放送）
- ゆるキャン△（アニメ版）（1期 - 3期）
- どすこいすしずもう（「どすこいすしずもう」製作委員会制作）
- 秘密結社鷹の爪 カウントダウン（毎日放送と共に劇場版アニメ『秘密結社鷹の爪 THE MOVIE3 〜http:// 鷹の爪.jpは永遠に〜』の製作委員会に出資していた関係でネット。）

その他
- 親の目子の目（民教協制作）
- いきいき!夢キラリ（民教協制作）
- 生きる×2（民教協制作）
- 発見!人間力（民教協制作）
- 学びEye!（民教協制作）
- 日本!食紀行（民教協制作）
- 戦国鍋TV 〜なんとなく歴史が学べる映像〜（テレビ神奈川幹事）
- TV・局中法度!（テレビ神奈川幹事）
- アルコ&ピースのほんの気持ちですが!（テレビ神奈川制作。途中打ち切り）
- CD NEWS（千葉テレビ制作）
- 新車情報（テレビ神奈川制作）
- 橋本マナミのお背中流しましょうか?（TOKYO MX制作）
- We are STARDOM～世界が注目!女子プロレス～（途中打ち切り。番組自体は継続中）
- ハワイに恋して（BS12トゥエルビ〈TwellV〉制作、途中打ち切り、番組自体は継続中）
- 二重マル健康テレビ（アサヒ緑健提供、静岡県内でも複数局で放映）
- はままつトキメキ出逢い旅→はままつトキメキ出逢いたび（新企画株式会社制作。2016年8月から「はままつトキメキ」のタイトルでテレビ静岡で放送も打ち切り）

### 放送・CMの地域別差し替え
アナログ放送時代には、平日の午前11時台など一部時間帯で、県西部向けに一部のCMを差し替えていた時期があった。

### 皇室情報番組
静岡放送に限らず、静岡県内の民放テレビ局では、皇室情報番組（『皇室アルバム』等）は現在はネット受けしていない（ゴールデンタイムなどに全国同時ネットされる特別番組を除く）。

## アナウンサー
男性
- 1991年 野路毅彦[97]
- 1998年 岡村久則
- 2003年 牧野克彦
- 2016年 新城健太
- 2022年 滝澤悠希（岩手めんこいテレビより移籍）
- 2023年 青木隆太（秋田朝日放送より移籍）、松下晴輝

女性
- 1996年 水野涼子
- 2005年 重長智子
- 2021年 井手春希
- 2022年 堀葵衣（青森放送より移籍）、影島亜美（NHK旭川放送局より移籍）
- 2023年 杉本真子
- 2024年 高田愛弓

アナウンス担当部長
- 2022年4月1日から編成業務局次長兼編成部長 松浦康弘が兼務している[97]。

### 過去に在籍していたアナウンサー
●は故人。

#### 男性
- 1960年
  - 青木輝（『SBSテレビ夕刊』初代キャスターで、静岡放送ラジオ1404「イチ・ヨン・マル・ヨン」や、SBSマイホームセンター・テーマ・ソングの作曲を担当）
- 1961年      
  - 川端信正（静岡県地震防災センター所属 日本災害情報学会理事）
- 1965年
  - 武田悦信
- 1967年
  - 松野輝洋（静岡新聞から出向、 - 1997年。前・藤枝市長）
- 1971年
  - 今村政司（ - 2007年定年退職。現在も『インビテーション・トゥ・ジャズ』のパーソナリティを担当）
  - 郷隆志（静岡県地震防災アドバイザー）
- 1973年
  - 上原孝男
  - 國本良博（ - 2009年定年退職。退職後もラジオ『GOGOワイド くんちゃんのらぶらじ』のパーソナリティを2013年3月まで担当）
  - 河野憲了（こうのけんりょう、伊達けんとしてフリーアナウンサー・ナレーター）
- 1974年
  - 山仲宣城
- 1975年
  - 荻島正己●（ - 1985年。在籍中に地元局のTBSテレビへ出向し、『おはよう700』のリポーター、『朝のホットライン』の司会を担当。退職後はフリーアナウンサーとして『朝日ニュースター』のキャスターなどを務めた。2014年6月死去）
- 1977年
  - 澤木久雄（フリーアナウンサー、退職後も『ラジオフォーラムしずおかマイトーク』を担当）
- 1980年
  - 伊藤圭介（浜松総局に異動し総局次長を歴任、2016年8月31日を以て定年退職。退職後は浜松市のコミュニティFMであるFMHaro!で覗き見Redioスケスケスケルトン、soelflowers presents 伊藤圭介のヘーイ！ウエスタン！など複数番組のパーソナリティを担当。現在は、地元伊豆市のコミュニティFMであるFM IS みらいずステーションでパーソナリティを担当）
- 1981年
  - 渡邊千晃（事業部へ異動）
- 1982年
  - 野田靖博
  - 山形美房（退社後TBSテレビ『朝のホットライン』『モーニングEye』、テレビ朝日『ワイド!スクランブル』リポーター・テレビ朝日『週刊ニュースリーダー』、NHK総合テレビ『スポーツタイム』『サタデースポーツ』ナレーターなど）
- 1984年
  - 大石岳志（ - 2025年）
- 1986年
  - 吉本寿[98]（報道局デジタル編集部長P。デジタル編集部に異動後も、定時ニュースではニュース読みを担当。2018年現在は静岡新聞社読者プロモーション局読者部長）
- 1995年
  - 吉田幸真（2022年6月時点で報道制作局報道部副部長）
- 2010年
  - 小嶋健太（ - 2022年、他部署へ異動）
- 2013年
  - 濱田隼（ - 2015年、メ〜テレへ移籍）
- 2016年
  - 桑原秀和（ - 2022年6月、退職後はボイスワークス所属）
- 2018年
  - 原口大輝（ - 2023年）
- 2020年
  - 瀬﨑一耀（ - 2023年）
- 宇田川喜八郎
- 神村敏行
- 廣田昭由[98]（報道部へ異動。ニュース番組における記者リポートの際、顔出し出演することもある）
- 三浦義雄
- 鈴木昭儀

#### 女性
- 1970年
  - 残間里江子（ - 1972年、クリエイティブ・シニア社長、イベントプロデューサー。2019年3月までSBSでネットしていた「大垣尚司・残間里江子の大人ファンクラブ」に出演）
- 1971年
  - 今井節子（現：今井せつ子、タオの会主宰）
- 1979年
  - 秦朋子
  - 向坂真弓（ - 1984年、フリーアナウンサー、一時期NHKきょうのニュースに隔週で登場していた）
- 1980年
  - 横溝真貴子（ - 1982年9月、村松真貴子として活動）
- 1981年
  - 上藤美紀代（ - 1997年9月、ヴォイス・セラピー実践研究家、2022年3月まで三遊亭鳳楽とのコンビで「歌謡曲サンデーリクエスト」を担当）
- 1983年
  - 鈴木通代（現・フリーアナウンサー[98]）
- 1984年
  - 鳥居睦子（関西地区でフリーアナウンサーとして活動）
  - 安福まり子
- 1986年
  - 松永早苗
  - 宮田晶子
- 1987年
  - 木曽美雪（現・掛川城公園管理事務所所長）
  - 鈴木如巳
  - 相馬知実（第22回1990年ミス日本グランプリを在職中に受賞）
- 1989年
  - 高梨史江（ - 1994年、毎日放送アナウンサー・来栖正之の妻。退職後は兵庫県在住のため、関西地区を中心とするフリーアナウンサーとして活動）
  - 菊池真奈美
  - 釼持若菜
- 1990年
  - 花島弓[98]
- 1991年
  - 長谷川玲子（現：フリーアナウンサー、株式会社舎鐘（しゃべる）代表取締役。2017年3月まで『GOGOワイド Wテツのらぶらじ』の水・木曜日を担当）
- 1992年
  - 石川央子●（2011年9月死去）
  - 首藤美貴（ - 1998年、『とく報!4時ら』司会で復帰）
  - 鈴木美佳
  - 橋本奈都江（ - 2003年、圭三プロダクション所属。JKCトリマーB級）
- 1993年
  - 松本はるな（ - 1998年、宮田はるなとして活動）
- 1994年
  - 上田朋子（ - 2002年12月、元プロサッカー選手・服部年宏の妻）
- 1995年
  - 影島香代子（ - 2002年、圭三プロダクション所属）
  - 佐藤理絵（ - 2003年、圭三プロダクション所属、中村理絵として活動）
- 1997年
  - 田村浩子（ - 2001年、セント・フォース所属）
  - 林恵子（ - 1999年、元プロ野球選手・松中信彦の妻、セント・フォース所属）
- 1998年
  - 松永直子（ - 2010年、現：フリーアナウンサー）
- 1999年
  - 鈴木康子（ - 2005年9月、シー・フォルダ所属）
  - 田中未花（ - 2001年、エス・オー・プロモーション所属、LaBelleFlute代表）
- 2001年
  - 植松千尋（ - 2004年6月）
  - 大原裕美（ - 2003年9月、テレビ神奈川へ移籍→イーグル・ベイ所属）
- 2003年
  - 中澤志月（ - 2006年12月）
  - 原田亜弥子（ - 2021年、総務局へ異動）
- 2005年
  - 小沼みのり（ - 2021年、岡山放送から移籍、現:フリーアナウンサー）
- 2006年
  - 柳澤亜弓（ - 2024年9月、現：静岡新聞社 読者プロモーション局所属）
- 2007年
  - 鬼頭里枝（ - 2010年、鹿児島讀賣テレビから移籍、現：フリーアナウンサー）
  - 高塚奈央子（ - 2010年、高知放送から移籍）
- 2009年
  - 荒木麻里子（ - 2013年、退職後、一時セント・フォースに所属）
- 2011年
  - 内山絵里加（ - 2022年、現：フリーアナウンサー、濱田隼 メ～テレアナウンサーの妻）
- 2013年
  - 加藤美和（ - 2014年2月、福井テレビから移籍）
- 2015年
  - 黒田菜月（ - 2020年10月、セント・フォース所属）
  - 高木萌香（ - 2018年、FM BIRD所属、「高木マーガレット」として活動）
- 2016年
  - 大槻有沙（ - 2021年12月、現:フリーアナウンサー）
- 2019年
  - 矢端名結（ - 2022年、現：フリーアナウンサー、お笑いコンビ、アルコ&ピース・酒井健太の妻）
  - 山﨑加奈（ - 2024年、現：フリーアナウンサー、セント・フォース所属）
- 2022年
  - 近江由佳（ - 2025年、現：ビジネスメディア新R25のコンテンツプロデューサー・インタビュアー、NHK松山放送局から移籍）
- 青野直江
- 青木直枝
- 石川良子
- 池谷正子
- 岡部和子
- 加藤啓子（話の会主宰）
- 日下部敏子
- 白鳥好子
- 鈴木鏡子
- 鈴木靖子（鈴木昭儀の妻。退職後、開局間もないころのFM静岡（K-MIX）で番組担当）
- 高光美智子
- 永野敦子（毎週月曜の『心のいこい』直後に放送の『緊急警報信号試験放送』の際のアナウンスは、2010年9月まで永野と鈴木如巳で録音した素材が使用された）
- 西野緑
- 野田敏子
- 深沢多津江
- 目黒祐子
- 持丸初栄（荻島正己の妻）
- 湯本紀代
- 渡辺敦子
- 古川律子
- 村上裕子（認定心理士）
- 飛田紀代美（3年半在籍）

### アナウンサーユニット
SBSラジオから誕生したアナウンサーユニット
- ケッタウェイズ
- ニョミとミユキ
- マーブルキャンディーズ
- K.J.S
- Ca.Lon（カロン）
- らぶらじ女子部（アナ姉妹）
- ら・フェスタ
- 駿府城夏まつり 水祭PR'z

## キャスター

### ラジオキャスター
通称はキャスタードライバー。関連会社SBSメディアビジョンに所属。
- 太田明里
- 佐藤文恵
- 藤井友香
- 内野菜美

内野と太田は2024年4月より『鉄崎幹人のWASABI』水・木曜のアシスタントを務めている。

#### 過去に在籍していたラジオキャスター
- 倉知雪音
- 大内奈々子
- 秋田紗千加
- 酒井知恵
- 安藤紗織
- 堀内恵梨（2019年に調理師免許を取得）
- 大澤真依
- 池谷美紀（→藤枝明誠高校英語教師）
- 山本真衣
- 渡辺りな
- 戸本衣美佳
- 安川侑希（→NHK前橋放送局キャスター→NHK広島放送局キャスター→NHK静岡放送局キャスター）
- 杉本未希
- 杉本佳代
- 須部真由香
- 鈴木美花（→NHK長野放送局キャスター→長野放送アナウンサー）
- 矢田部ゆか（→南海放送アナウンサー→FMヨコハマアナウンサー）
- 門田直子（→静岡協同エージェンシー所属）
- 太田景子（気象予報士としてNHK広島放送局→『スーパーJチャンネル』土曜担当）
- 中嶋郁弥
- 菅原智里
- 新海絵里子
- 今村直美
- 熊谷和加奈
- 新貝真美
- 平沢有樹子
- 杉本のぞみ（現：日本気象協会）
- 江藤礼子
- 高田富貴
- 惟村智子（エフエムしみず（マリンパル）パーソナリティ→フリーアナウンサー）
- 大井妙子
- 渡邊愛（2010年9月まで「ラジオWEST」などでリポーターとして活動→2019年4月より「Soleいいね!」金曜キャスターとして活動）
- 塩沢香織（2016年3月まで『満開ラジオ樹根爛漫』などでパーソナリティーとして活動）
- 秋山華織（「秋山かおり」として2012年3月までボイス・キュー『スポーツ大好き!』パーソナリティーとして活動）
- 吉井佐和（2008年3月まで「Radio East」でリポーターとして活動。現在はエフエムしみず（マリンパル）のパーソナリティ）
- 小川啓子（「小川けいこ」として2008年4月から2022年3月まで「Radio East」でリポーターとして活動。2020年3月から『佐藤竹善 レコード部屋』でアシスタントを担当）
- 太田美恵子（卒業後は「浜松発BIG WEST」のリポーターとして活躍、県内タイホーやはまそう等のCMにも出演多数）
- 久保田かおり（現在はエフエムしみず（マリンパル）で、「夏木かおり」名義でパーソナリティを担当）

### テレビキャスター
テレビリポーターも兼任。特記なき人物は『Soleいいね!』を担当。
- 鬼頭里枝（元静岡放送アナウンサー）
- 梶山美佐
- 田中健太郎（ウェザーマップ所属気象予報士）

#### 過去に在籍していたテレビキャスター
- 壁谷梨絵
- 河内優美子（→ボイスワークス所属）
- 平尾典子（『とく報!4時ら』司会）
- 木村佳那子（→テレビ熊本アナウンサー→千葉テレビ放送契約アナウンサー→ジョイスタッフ所属）
- 岡村真美子（ウェザーマップ所属気象予報士、『SBSイブニングeye』『えなりかずき!そらナビ』など担当。2011年3月で契約を解除し、4月よりNHK総合テレビの番組『NHKニュース7』に出演していた。）
- 比蓮崎実（ウェザーマップ所属気象予報士、『イブアイしずおか』）
- 木下歌織（→NHK福島放送局キャスター→テレビ信州ニュースキャスター）
- 増田美香（→とちぎテレビアナウンサー）
- 矢田優季（→NHK帯広放送局キャスター→群馬テレビアナウンサー）
- 斉藤花奈（さいとう・はるな）

## 報道記者
- 石垣祐市（『SBSテレビ夕刊』キャスターを経て報道部長）
- 伊藤充弘（2000年 - 2003年JNNニューヨーク特派員など）
- 岩崎大輔（気象予報士、初期の『Soleいいね!』お天気キャスター）
- 熊坂良（鹿児島放送→ 秋田テレビを経て2020年4月入社、三島市出身）

## ラジオパーソナリティ
※元静岡放送アナウンサーのパーソナリティについては「#過去に在籍していたアナウンサー」を参照
- ADAM at（アダムアット）
- 鮎貝健
- 井川絵美
- 今村政司
- 上田朋子
- 内山絵里加
- 小川けいこ
- 片川乃里子
- 洋輔（父は勝野洋・母はキャシー中島）
- カズレーザー（メイプル超合金）
- 加藤アゴミサイル（ドラァグクイーン）
- 鬼頭里枝
- 久保沙里菜
- CLEEM MIKU
- 酒井健太（アルコ&ピース）
- サスペンダーズ
- 佐藤竹善（SING LIKE TALKING）
- 三遊亭鳳楽
- Jam9
- 薄幸（すすき・みゆき）（納言 (お笑いコンビ)）
- スミス春子ユニス
- 仙座夏子
- 高木マーガレット

- 鉄崎幹人
- DJ Roni
- 納言アパッショナータ（ドラァグクイーン）
- にむらあつと（二村豊人から改名）
- 橋場みなみ
- 長谷川玲子
- 林哲司
- 半田健人
- ヒデ（ペナルティ (お笑いコンビ)）
- 藤津亮太（アニメ評論家）
- 山作戦
- 山田門努

### 芸能人・タレント
SBSラジオでレギュラー番組を持っていた芸能人
- 阿部進
- 安藤晴美
- 藤村有弘（『有弘の東海道それゆけ!四時間』を担当）
- 太川陽介
- 大沼啓延
- 相沢早苗
- 中村こずえ（元エフエム東京アナウンサー）
- 団しん也
- 桑江知子
- マルシア（『Saude Marcia〜マルシアに乾杯!』SBSラジオ制作・JRN系全国ネット）
- 島津悦子
- 玉城ちはる
- ネルソン・バビンコイ
- CRaNE
- 勝山康晴
- 角田美保（元CBCテレビアナウンサー）
- 椎木里佳
- 秀光（芸名の名付け親は福山雅治）
- 樹根
- 中山譲
- 杉原徹
- 松野こうき
- 宮澤ミシェル
- 渡邊ヒロアキ
- 茶畑るり（沼津市出身の漫画家）
- 熊切あさ美
- 西條キロク
- 佐藤正宏
- 斉木しげる
- きたろう
- ユリオカ超特Q
  - きたろうとユリオカは、諸事情で出演が不可能になった斉木に代わり『カフェ・ド・男爵』最末期のパーソナリティーとして出演。なお、最終回で番組の最後を締めた人物は後者。
- 阿藤快
- 細川茂樹
- オレンチェ
- カズ&アイ
- RIO（元RY'sリィーズ）
- ヒロシ
- やしろ優
- 嵯峨聖子（日本テレビ『ザ・ワイド』リポーター。SBS出演当時は歌手だった）
- 片川乃里子（元静岡朝日テレビアナウンサー）
- 北清杏奈（元NHK甲府放送局契約キャスター→テレビ静岡アナウンサーを経て現在は、株式会社舎鐘（しやべる）契約アナウンサー）
- おぎやはぎ
- プロペラ
- 西島三重子
- 森理世
- 奥井亜紀
- 小島嵩弘
- 立川俊之（大事MANブラザーズバンド）
- デンジャラス
- BEBE
  - 並木景子 - 現：並美木映里（なみき えり） DJ事務所 「サンディ」社長。
- ミンシル
- アーチ（市川博樹）・耕作（石川耕作） （「AK LIVE」時代に出演）
- UNIONE（ユニオネ）
- だっくす小峰
- 山田辰美（常葉大学名誉教授）
- 有村昆
- 石島さわか（元・山梨放送アナウンサー）
- 大久保ノブオ（ポカスカジャン）
- 林家木久蔵 (2代目)
- 松本ともこ
- サバンナ八木（サバンナ）
- レイザーラモンRG（レイザーラモン）

### パソコンDJ
- あいだビエンそこよ - 1985年頃「チャッキリ大放送」に出演。PC-6000シリーズの発声機能を使用していた。

## 地域ニュースの動画配信
- 静岡県内ニュースは朝・昼・夕の1日2回動画配信を土日も含め実施している。『SBSテレビ夕刊』を放送していた時は当番組で放送した分については文字配信のみであった。
- 現在、ニュース番組の配信は各種ニュースサイト（TBS NEWS DIG Powered by JNNやYahoo!ニュース等）、公式YouTubeチャンネル『SBSnews6』で配信をしている。過去には自社が運営する動画配信サイト『DoGA▶S』[99]（ドガス） や2021年（令和3年）3月から2022年（令和4年）3月31日まで[注 36]の間は期間限定で静岡第一テレビ・テレビ静岡[注 37]と共同で配信・運営のニュースポータルサイト『ShizLIVE（シズライブ）』[注 38]でも配信されていた。

## キャッチフレーズ
ラジオ単独で使われたものも多い。
- 「見てる?聴いてる?決まってる! いつでもどこでも SBS」
- 「楽しいみんなのSBSラジオ」
- 「明るい暮らしの道しるべ 情報のSBSラジオ」
- 「確かな情報、楽しい話題 SBSラジオ」
- 「カラフル電波 SBS」
- 「WOW! ダイナミック SBSテレビ」
- 「確かな年輪 確かな信頼 SBSテレビ」
- 「パワーアップ SBSラジオ」（ラジオ 静岡局10キロワット増力時）
- 「2000年へキュン! SBS」
- 「スキスキ光線 SBS」（2代目ロゴ末期）
- 「move!move!」（2003年（平成15年）10月 - ）
2003年（平成15年）10月のロゴ変更時から使用。静新SBSグループ共通のもので、静岡新聞社もこのキャッチフレーズを使用している。
- 「東から箱根越えたらSBS、西からも浜名湖見えたらSBS、1404（いちよんまるよん）SBSラジオ」
1974年（昭和49年）、御殿場ラジオ送信所の開局記念として当時アナウンサーだった青木輝が作詞・作曲したステーションソング。1978年（昭和53年）までは「1400（いちよんまるまる）」であった。1978年日本民間放送連盟賞受賞。<最近は一部抜粋の上、当初の曲をアレンジして使っている。
- 「こころ 伝えます SBSラジオ」（2007年（平成19年）10月 - 2012年（平成24年）6月）
- 「みんなのテレビ」（SBSテレビ・2008年（平成20年） - 2010年（平成22年））
- 「SBSテレビに夢（6）チュ?」（SBSテレビ・2010年（平成22年） - 2012年（平成24年））
- 「LinkココロつながるSBSラジオ」（2012年（平成24年）7月 - 2014年（平成26年）3月）
- 「つながるテレビSBS」（SBSテレビ・2012年（平成24年）4月 - 2012年（平成24年）9月）
- 「みてコレ!6チャンSBS」（SBSテレビ・2012年（平成24年）10月 - 2020年（令和2年）9月）
- 「Knock on the Future SBSRADIO」（SBSラジオ・2014年（平成26年）4月 - 2016年（平成28年）11月）[100]
- 「AMも。FMも。SBS RADIOです。」（SBSラジオ・2016年（平成28年）12月 - 現在）
2016年（平成28年）12月1日のワイドFM開局に伴い使用開始。
- 「ドS。」（静岡新聞社と共用・2015年（平成27年）4月 - 12月）
- 「動け、静岡。超ドS」（静岡新聞社と共用・2016年（平成28年）1月 - 2017年（平成29年）12月）[101]
2015年（平成27年）からのキャッチフレーズの「ドS。」のドは「ド真ん中」を、Sは「静岡新聞・SBS」を表す言葉である。
- 「超介さん」（静岡新聞社と共用・2018年（平成30年）1月 - ）[102]
- 「おど6チャンネル SBS」（SBSテレビ・2020年（令和2年）2月 - ）
「驚く」とSBSテレビのリモコンキーID「6チャンネル」の語呂合わせ。
2020年（令和2年）2月3日から9日までは開催されたキャンペーン「おど6チャンネルSBS Week」[注 39]が元になっている。当初はキャンペーン限定だったものの現在は番宣番組の案内やキャッチフレーズにも使用されている。
- 「ハートを6（ロック）SBS」（SBSテレビ・2024年（令和6年）10月1日 - ）[103]
SBSテレビが放送開始から66周年となることから制定された。ハート形のロゴに合わせたメロディも合わせて制作された。

## 関連会社
- 静岡新聞社
- 伊豆新聞本社
- SBSマイホームセンター
- SBS学苑
- SBSプロモーション（保険代理店、旅行代理店など）
- SBSメディアビジョン（テレビ・ラジオの番組制作、DVDなどのソフト制作、放送系技術者派遣）
- ハワイ報知（ハワイ州唯一の日本語新聞）
- SBS情報システム（静岡県内を中心としたITベンダー）

他

## 本社社屋
社屋は静岡新聞社と一体化されており、本館（高さ68メートル）・新館（後述）の他、静岡新聞社の制作センター棟（一部静岡放送の部門や共同通信社静岡支局も入居）などからなる。
本館の低層部（SBS通り寄りに突き出た6F建て部分など）には当初テレビ・ラジオ合わせて3つのスタヂオ があった。Aスタヂオはテレビ用、Bスタヂオはラジオ用、そしてワンマンスタイルのアナブース8つで構成されたCスタヂオも、ラジオ用（収録主体ではあるが、ラジオの静岡新聞ニュースでも使用）として使われていた。さらに1983年（昭和58年）4月には、定時ニュース（即ち「静岡新聞ニュース」）用として報道部フロア内にDスタジオを新設し、それまでアナウンサーの顔出しがなかった定時ニュースが顔出しで放送されるようになった。なお、副調整室はなくスタジオ設備は主調整室内の送出卓（いわゆる「マスターサブ」）から駆動されていた。しかしその後、報道部フロアが手狭になったなどの理由からDスタジオは撤収され、新たにオープンスタジオが同フロア内に設置された。
その後スタジオ改修と再編が行われ、ラジオスタジオは1992年（平成4年）、本館6階に「スタジオα（アルファ）」が新設された。それまでラジオのメーンスタジオであったBスタヂオはしばらくの間録音用として使われた後、1996年（平成8年）秋にはテレビニュース用へと改修され、新館「放送センター」完成まではここから『SBSテレビ夕刊』、『気になるニュース最終便』が放送された。さらにCスタヂオは1999年（平成11年）4月に4つのスタジオへと改修された。そのうちひとつは「スタジオμ（ミュー）」と名付けられ、先行して稼働していた「スタジオα」と同等規模の生放送対応スタジオである。他3か所はこれまで同様の「Cスタヂオ群」であるが、機材はすべて更新された。
2001年（平成13年）10月、新館（放送センター）完成・稼働に伴いテレビスタジオも再編が行われた。テレビ主調整室が新館に移り、新たにGスタジオ（約106坪）が完成（機材はAスタヂオから一部を移設）、メーンスタジオは新館に移る。本館のテレビスタジオも再編され、Aスタヂオを新たなニューススタジオに変更した（サブはBサブを使用）。Bスタヂオにあったカメラなどの機材をAスタヂオへ移設したため、Bスタヂオはこの時点で通常運用を中止するが、パーマネントセットが残されていたことから、CM撮影やインタビュー収録用に使われることもあったという。
そして2006年（平成18年）6月には新館の情報センター内に新たなNスタジオが完成、これをもってテレビの放送機能は完全に新館「放送センター」に移る。なお、A・B両スタヂオともに現在はすべての常設機材が撤収されており、スタジオとしてのスペースのみが残されている。
社屋内には、健康診断や人間ドックが受診できる「公益財団法人SBS静岡健康増進センター」（旧静岡健康管理センター）があるため、風邪・発熱などの軽疾患の場合でも出社し診察をうけ勤務可否を判断している。関係者以外の受診も可能である。
また、本社17階にあった「スカイレストラン・バイロン」は、2012年（平成24年）5月17日に タイタコーポレイション が運営する新レストラン「Tembooo（テンボー）」へと変わった。
この他の特色として、現社屋完成当時は社屋内に銀行 や結婚式場もあった。

## 情報カメラ設置ポイント
- 静岡（静岡放送本社）1977年（昭和52年）12月設置。在静テレビ局では最初に設置された情報カメラである。
- 日本平（静岡市清水区、日本平デジタルタワー）
- 由比（静岡市清水区、薩埵峠付近）
- 焼津（静岡放送高草山固定局）
- 沼津（東部総局「サンフロント」屋上）
- 御殿場（御殿場市役所屋上）
- 熱海（MOA美術館屋上）
- 静岡空港
- 御前崎（浜岡原発対応）
- 浜松（浜松総局「プレスタワー」屋上）

## 関連事業

### SBSマイホームセンター
各住宅メーカーの商品（住宅）を実際に一堂に見比べることができるという画期的なアイディアで始まった。1971年（昭和46年）第1号の静岡展示場がラジオ（本局）送信所敷地内に開設した。2017年（平成29年）現在は静岡県内に11か所の展示場を持つ。そのうち静岡、三島、掛川、浜松富塚の4か所はラジオ送信所敷地内に併設された。
富士マイホームセンター開設時（現在は同市内別所に移転している）にはその当時人気大絶頂だった『走れ!ケー100』の放送終了直後であり、放送で実際に使われたケー100や主人公を務めた大野しげひさなどが来てのサイン会を行った。

### フェスタしずおか／超ドSフェスタしずおか／駿府城夏祭り水祭／駿府城夏祭り ナツゲキ
静岡市の駿府公園（現：駿府城公園）で1972年（昭和47年） - 1999年（平成11年）の8月に静岡放送及び静岡新聞社の主催で行われたイベント。郷土芸能や歌謡ショーなどがあった。「ちびまる子ちゃん」 の一エピソードにも取り上げられるなどして静岡県民に広く親しまれた。また、同名の『フェスタはままつ』、『フェスタぬまづ』も行われていたが、こちらも現在は行われていない。
2017年（平成29年）、静岡新聞との共同でグループのキャッチフレーズを付加した『超ドSフェスタしずおか』として同年8月18日 - 20日に開催した。
2019年（令和元年）8月17・18日、『フェスタしずおか』に代わる夏のイベントとして『駿府城夏祭り水祭』を開催。当時の若手アナウンサーを起用したユニット『駿府城夏祭り 水祭PR'sを』を結成させる等して懸命にPRに励んだものの、2020年（令和2年）は新型コロナウイルス感染症の影響を受けて未開催。
2021年（令和3年）8月21・22日（駿府城公園・人宿町）、同年8月28・29日（駿河区用宗）にて『駿府城夏祭り ナツゲキ（NATSUGEKI）』のタイトルで開催が計画されていたが、新型コロナウイルスの影響だけでなく、2020年東京パラリンピック開催の関係で警備員の確保が困難になったことにより、2年連続で開催中止となった。
2022年（令和4年）7月5日、改めて同年8月20・21日に『ナツゲキ』の開催が発表された。新型コロナウイルスの感染再拡大が心配されたものの、3年ぶりに両日ともに開催された。

### しずおか市町対抗駅伝
2010年（平成22年）実施の第11回大会から、それまでの『しずおか市町村対抗駅伝』から名称変更された（同年5月10日の実行委員会で決定された。平成の大合併の結果、静岡県から村がなくなったことが理由）。

## マスコットキャラクター
- みみよりくん・メアリーちゃん（1998年（平成10年）頃 - 2003年（平成15年）秋のロゴ切替時まで）

2024年（令和6年）現在、局としてのマスコットキャラクターはいないが、SBSテレビでの「みてコレ!6チャン」・「おど6チャンネル」というキャッチコピーロゴの「6の部分」と「しずおか びっくりテレビ」の右上部分がキャラクターの顔になっている。静岡県内の放送局で正式なマスコットキャラクターがない局は同局に加え、2016年（平成28年）からは静岡第一テレビ（ダイちゃん、アイちゃん）が該当しており、同年1月1日の「Daiichi-TV」のロゴ兼愛称の使用開始に伴うもの。更には静岡朝日テレビ（アーサー→ココマル、デビマル）も2020年（令和2年）3月31日をもって使用を終了しており、社屋に飾られていたマスコットキャラクターも2021年（令和3年）3月までには撤去された。2023年（令和5年）現在、県内のテレビ局のマスコットキャラクターはテレビ静岡のテレシーズとNHK静岡のしずくんのみ。
県外の地上波テレビ局では、京都府のラテ兼営局である京都放送（KBS京都）や、鹿児島県の同系列局である南日本放送が該当している。
- 当社が製作幹事局の『パンパカパンツ』がマスコットキャラクターに準じた扱いとなっており、主人公の『パンパカくん』の着ぐるみが殆どのSBS主催イベント（ラジオ関連がメインのイベントも含む）に必ず参加している。
- また、ラジオ放送に於いては、ラジオ受信機をモチーフとした『らぶらじ』のキャラクター「らぶらじちゃん」[108] が、それに準ずる使われ方をされていたが、『らぶらじ』の終了（2017年（平成29年）3月）に伴い使用されなくなった。かつてはノベルティグッズも作られていた。
- 「イブアイしずおか」→「ORANGE」（当時）の天気予報にココカバ（COCONUT COVERS=ココナとカバズのウクレレユニット）が出演している。ココカバはこの他、CM枠で随時放送されている「今夜の番組紹介」にも登場している（現在は放送なし）[注 51]。
- 静岡新聞社と静岡放送は、公認のバーチャルYouTuberとして「木乃華サクヤ」（このはな さくや）を2021年（令和3年）6月18日にデビューさせ、テレビやラジオ、新聞、YouTubeチャンネルなどで活躍している[109]。
  - テレビ番組では『しずおか びっくりTV』（略称：びってれ）2022年（令和4年）7月1日の番組開始からテレビ初デビュー。
  - 2023年（令和5年）6月1日からSBSテレビの放送開始（番組名は「オープニング」）と放送終了（番組名は「クロージング」）にも採用された[110][111]。
  - 2022年（令和4年）7月31日に木乃華サクヤの管理会社ユニバースプロダクションが設立され、提携を行なっている。
- 開局70周年記念ソング『ろくろっくり』[112][113] のアニメーション映像[114] では3人の人物「シュート」「テンポ」「クラッチ」と『なかまたち』と呼ばれるその他キャラクターには「げんきなき」や「ろくろくじら」などのキャラクターが居る。放送時間帯は2023年（令和5年）4月3日から5月31日までは放送開始時（番組名は「オープニング」内）でも放送。また、過去には『LIVEしずおか』終了後のレースガイド→「パンパカパンツ」の後に放送される場合がある。（放送日によって「パンパカパンツ」と交互に放送される日もあり）

## 事案
- 1980年（昭和55年）2月10日午前2時15分頃から午前2時25分頃まで（放送終了後）、運行部の技術者（当時37歳）が局内にある機械室のモニターで洋物のポルノ・ビデオ[注 13]を再生。放送電波発信の回線をオフにした上でこれをしていたが、画像が鮮明でなかったことから、何とかしたいとしているうちに緊急放送用のスイッチに触れてこれが入り、これがそのまま放送に乗ってしまい問題となった。連休前の土曜日の深夜だったこともあって他局もこの時間に映画などを遅くまで放送していたこともあって、チャンネルをザッピングしているうちにたまたまこの放送を見てしまった視聴者から問い合わせの電話があったり、更に一部視聴者は静岡県警察に通報していた。事実調査が進むも、その過程でマスコミに知られることになり、技術者は自宅謹慎の後懲戒免職処分に、当時の社長以下常勤役員が十分の一の減俸（3か月間）、運行部長は1か月の停職処分となった[44][45][46]。
- 2013年（平成25年）11月23日に浜松市東区（現：中央区）内で発生した殺人・死体遺棄事件で、掛川支局所属の20歳代の男性記者が、被害者の遺体の写真を事件現場周辺に居住する人物から入手し、中日新聞東海本社の女性記者に1枚5,000円で販売していたことが判明。静岡放送は当該の男性記者を処分したとしているが、処分内容や取材の経緯などは明らかにしていない[115]。
- 2014年（平成26年）3月24日、元アナウンサーの女性が「2014年2月に契約を打ち切られたのは不当」として、雇用継続の確認等を求めて静岡地方裁判所に提訴していたことが明らかになった[116]。